# Desafío 2018: Súper Humanos, 15 Años
Desafío 2018: Súper Humanos, XV Años  fue la decimoquinta temporada del reality show colombiano Desafío, producido y transmitido por Caracol Televisión y desarrollado por segunda vez consecutiva en República Dominicana.
Para esta edición, su presentadora es por segunda ocasión Catalina Aristizábal y ahora cuenta con una asesora/anfitriona en “playa oro” representada por Camila Avella, quien llega a su primera presentación en dicho reality. Los premios a otorgar en esta temporada corresponden una suma que ronda los COL$ 600 000 000, entre premio final y los premios que son entregados en el desarrollo del programa. Esta competencia televisiva reunió de nuevo a un variado grupo de deportistas de alto rendimiento de diferentes partes de Colombia.

## Producción
El programa salió oficialmente a la luz en mayo, durante las transmisiones de la tercera temporada de La voz Kids, mediante una nota periodística de la presentadora.
El Desafío se estrenó oficialmente el 21 de mayo de 2018.

## Formato

República Dominicana, lugar donde se llevó a cabo el reality.

Para conmemorar su decimoquinto aniversario, el reality fue desarrollado al oriente de la isla de República Dominicana, más concretamente en el paraíso de Cap Cana, lugar en el que se produjo la edición anterior.
Nuevamente, se cuentan con los territorios de Playa Oro, Playa Plata y Playa Bronce, los cuales son disputados por los diferentes equipos semanalmente mediante el Desafío Territorial, a la vez que deberán apostar una suma considerable de dinero antes del inicio de dicha prueba. El equipo ganador no sólo es merecedor de Playa Oro, sino también del botín con las ganancias. Cabe destacar el hecho de que, el grupo que no tenga el capital suficiente para realizar la apuesta, automáticamente quedará relegado a ocupar un lugar en Playa Bronce.
Para esta ocasión, 42 deportistas competirán divididos en 7 equipos: Costeños, Cafeteros, Antioqueños, Vallecaucanos, Cachacos, Santandereanos (los cuales fueron eliminados en el primer episodio tras perder el Desafío Regional) y Súper Humanos (conformado por exparticipantes de las dos últimas temporadas del reality). Un octavo grupo será formado durante el desarrollo de la competencia por aquellos concursantes que sean eliminados en el Desafío a Muerte; éste es denominado «Los Desterrados» y es liderado por Osmin Hernández, el entrenador cubano de celebridades también conocido como el “Psychotrainer”. Otra observación importante es el hecho de que los Desterrados no conformarán un equipo como tal, sino que sus integrantes quedarán a la espera de que otro participante se lesione o sea expulsado, con esperanzas de volver al juego.

## Participantes
| Etapa 7 (Fusión)     | Etapa 7 (Fusión)                                   | Etapa 7 (Fusión) | Etapa 7 (Fusión) | Etapa 7 (Fusión) | Etapa 7 (Fusión) | Etapa 7 (Fusión) | Etapa 7 (Fusión) | Etapa 7 (Fusión) | Etapa 7 (Fusión) | Etapa 7 (Fusión) | Etapa 7 (Fusión) | Etapa 7 (Fusión) | Etapa 7 (Fusión)                                                | Etapa 7 (Fusión) | Etapa 7 (Fusión)                                              | Etapa 7 (Fusión)  |
| Puesto               | Participante                                       | Participante     | Participante     | Participante     | Participante     | Participante     | Participante     | Participante     | Participante     | Participante     | Participante     | Participante     | Participante                                                    | Edad             | Situación actual                                              | Estadía (en días) |
| -------------------- | -------------------------------------------------- | ---------------- | ---------------- | ---------------- | ---------------- | ---------------- | ---------------- | ---------------- | ---------------- | ---------------- | ---------------- | ---------------- | --------------------------------------------------------------- | ---------------- | ------------------------------------------------------------- | ----------------- |
| 1                    |                                                    |                  |                  |                  |                  |                  |                  |                  |                  |                  |                  |                  | Óscar Muñoz "El Olímpico" Taekwondista.                         | 25               | Ganador del Desafío 2018.                                     | 78 días           |
| 2                    |                                                    |                  |                  |                  |                  |                  |                  |                  |                  |                  |                  |                  | Witsmar Lucumí Exmilitar de las Fuerzas comando.                | 42               | Finalista del Desafío 2018.                                   | 78 días           |
| 2                    |                                                    |                  |                  |                  |                  |                  |                  |                  |                  |                  |                  |                  | Diego Posada Patinador de velocidad.                            | 31               | Finalista del Desafío 2018.                                   | 78 días           |
| 2                    |                                                    |                  |                  |                  |                  |                  |                  |                  |                  |                  |                  |                  | Belmer Ospina "Be" Crossfit.                                    | 34               | Finalista del Desafío 2018.                                   | 78 días           |
| 5                    |                                                    |                  |                  |                  |                  |                  |                  |                  |                  |                  |                  |                  | Víctor Bobadilla "Rojo" Acondicionamiento Físico.               | 29               | Semifinalista eliminado En la batalla final.                  | 75 días           |
| 6                    |                                                    |                  |                  |                  |                  |                  |                  |                  |                  |                  |                  |                  | Camila López Campeona nacional de crossfit.                     | 26               | 25.ª Eliminada En duelo de fuerza, resistencia y agilidad.    | 72 días           |
| 7                    |                                                    |                  |                  |                  |                  |                  |                  |                  |                  |                  |                  |                  | Santiago Guarín Gimnasia Artística.                             | 18               | 24.° Eliminado En duelo de resistencia, destreza y memoria.   | 69 días           |
| 8                    |                                                    |                  |                  |                  |                  |                  |                  |                  |                  |                  |                  |                  | Shadi Harb Futbolista y Entrenador de atletas.                  | 30               | 23.° Eliminado En duelo de resistencia y puntería.            | 67 días           |
| 9                    |                                                    |                  |                  |                  |                  |                  |                  |                  |                  |                  |                  |                  | Manuela Arango "Manu" Fitness Funcional.                        | 26               | 22.ª Eliminada En duelo de resistencia, agilidad y puntería.  | 62 días           |
| 10                   |                                                    |                  |                  |                  |                  |                  |                  |                  |                  |                  |                  |                  | David "Gato" Bedoya Porrista.                                   | 23               | 21.os Eliminados En duelo de fuerza, resistencia y agilidad.  | 59 días           |
| 10                   |                                                    |                  |                  |                  |                  |                  |                  |                  |                  |                  |                  |                  | Marisol Chaparro Modelo Fitness.                                | 23               | 21.os Eliminados En duelo de fuerza, resistencia y agilidad.  | 59 días           |
| 12                   |                                                    |                  |                  |                  |                  |                  |                  |                  |                  |                  |                  |                  | Kevin Fuentes "Pantera" Acondicionamiento Físico.               | 27               | 20.os Eliminados En duelo de agilidad, paciencia y destreza.  | 56 días           |
| 12                   |                                                    |                  |                  |                  |                  |                  |                  |                  |                  |                  |                  |                  | María Cristina Vergara "Macris" Entrenamiento Funcional.        | 28               | 20.os Eliminados En duelo de agilidad, paciencia y destreza.  | 56 días           |
| 14                   |                                                    |                  |                  |                  |                  |                  |                  |                  |                  |                  |                  |                  | Ángel Jesús Arregoces Soldador y operador de maquinaria pesada. | 26               | 19.os Eliminados En duelo de equilibrio y agilidad.           | 53 días           |
| 14                   |                                                    |                  |                  |                  |                  |                  |                  |                  |                  |                  |                  |                  | Ricardo Montaño Crossfit.                                       | 33               | 19.os Eliminados En duelo de equilibrio y agilidad.           | 53 días           |
| Etapa 6 (Pre-fusión) |                                                    |                  |                  |                  |                  |                  |                  |                  |                  |                  |                  |                  |                                                                 |                  |                                                               |                   |
| 16                   |                                                    |                  |                  |                  |                  |                  |                  |                  |                  |                  |                  |                  | Yeison López "Gokú" Pesista Olímpico.                           | 19               | 18.os Eliminados En duelo de agilidad, equilibrio y puntería. | 50 días           |
| 16                   |                                                    |                  |                  |                  |                  |                  |                  |                  |                  |                  |                  |                  | Marcela Rozo "Marce" Entrenadora de Crossfit.                   | 34               | 18.os Eliminados En duelo de agilidad, equilibrio y puntería. | 50 días           |
| 16                   |                                                    |                  |                  |                  |                  |                  |                  |                  |                  |                  |                  |                  | David Trujillo Jugador de Rugby subacuático.                    | 31               | 18.os Eliminados En duelo de agilidad, equilibrio y puntería. | 50 días           |
| 19                   |                                                    |                  |                  |                  |                  |                  |                  |                  |                  |                  |                  |                  | Laura Sin Futbolista.                                           | 29               | 17.ª Eliminada En duelo de fuerza, resistencia y agilidad.    | 47 días           |
| 20                   |                                                    |                  |                  |                  |                  |                  |                  |                  |                  |                  |                  |                  | Karen Cano Acondicionamiento Físico.                            | 25               | 16.ª Eliminada En duelo de destreza y agilidad.               | 44 días           |
| 21                   |                                                    |                  |                  |                  |                  |                  |                  |                  |                  |                  |                  |                  | Jonathan Betancur "Beta" Campeón Nacional de Crossfit.          | 23               | 15.° Eliminado En duelo de puntería, fuerza y equilibrio.     | 41 días           |
| Etapa 5              |                                                    |                  |                  |                  |                  |                  |                  |                  |                  |                  |                  |                  |                                                                 |                  |                                                               |                   |
| 22                   |                                                    |                  |                  |                  |                  |                  |                  |                  |                  |                  |                  |                  | Karoline Rodríguez Entrenadora.                                 | 28               | 14.ª Eliminada En duelo de puntería, equilibrio y agilidad.   | 38 días           |
| 23                   |                                                    |                  |                  |                  |                  |                  |                  |                  |                  |                  |                  |                  | Andrea Fernández Geóloga y jugadora de rugby.                   | 26               | 13.ª Eliminada En duelo de fuerza, destreza y agilidad.       | 36 días           |
| 24                   |                                                    |                  |                  |                  |                  |                  |                  |                  |                  |                  |                  |                  | Daniela Lozano "La Crespa" Gimnasta.                            | 19               | 12.ª Eliminada En duelo de destreza, agilidad y puntería.     | 33 días           |
| Etapa 4              |                                                    |                  |                  |                  |                  |                  |                  |                  |                  |                  |                  |                  |                                                                 |                  |                                                               |                   |
| 25                   |                                                    |                  |                  |                  |                  |                  |                  |                  |                  |                  |                  |                  | Mónica Henao Boxeadora.                                         | 30               | 11.ª Eliminada Renuncia a Playa Infierno.                     | 30 días           |
| 26                   |                                                    |                  |                  |                  |                  |                  |                  |                  |                  |                  |                  |                  | Óscar López Deportista de alto rendimiento.                     | 30               | 10.° Eliminado En duelo de puntería y destreza                | 28 días           |
| 27                   |                                                    |                  |                  |                  |                  |                  |                  |                  |                  |                  |                  |                  | Valeria Duque Modelo Fitness.                                   | 25               | 9.os Eliminados En duelo de destreza y agilidad               | 25 días           |
| 27                   |                                                    |                  |                  |                  |                  |                  |                  |                  |                  |                  |                  |                  | Mateo Carvajal Estudiante de entrenamiento deportivo            | 26               | 9.os Eliminados En duelo de destreza y agilidad               | 25 días           |
| Etapa 3              |                                                    |                  |                  |                  |                  |                  |                  |                  |                  |                  |                  |                  |                                                                 |                  |                                                               |                   |
| 29                   |                                                    |                  |                  |                  |                  |                  |                  |                  |                  |                  |                  |                  | Mauricio Giraldo Crossfit.                                      | 36               | 8.° Eliminado En duelo de destreza, agilidad y tranquilidad.  | 17 días           |
| 30                   |                                                    |                  |                  |                  |                  |                  |                  |                  |                  |                  |                  |                  | Laura "Lau" Restrepo Entrenamiento Funcional.                   | 25               | 6.ª Eliminada Abandona la competencia por lesión.             | 16 días           |
| 31                   |                                                    |                  |                  |                  |                  |                  |                  |                  |                  |                  |                  |                  | Violeta Struvay Crossfit.                                       | 32               | 7.ª Eliminada En duelo puntería y destreza.                   | 14 días           |
| 32                   |                                                    |                  |                  |                  |                  |                  |                  |                  |                  |                  |                  |                  | Fabián Gómez Triatleta.                                         | 32               | 5.° Eliminado Abandona Playa Infierno por lesión.             | 11 días           |
| Etapa 2              |                                                    |                  |                  |                  |                  |                  |                  |                  |                  |                  |                  |                  |                                                                 |                  |                                                               |                   |
| 33                   |                                                    |                  |                  |                  |                  |                  |                  |                  |                  |                  |                  |                  | Laura Suárez Atletismo.                                         | 23               | 4.os Eliminados Renunciaron a Playa Infierno.                 | 7 días            |
| 33                   |                                                    |                  |                  |                  |                  |                  |                  |                  |                  |                  |                  |                  | Mike Wilches Crossfit.                                          | 26               | 4.os Eliminados Renunciaron a Playa Infierno.                 | 7 días            |
| 35                   |                                                    |                  |                  |                  |                  |                  |                  |                  |                  |                  |                  |                  | Shirley Atehortua Jugadora de Hockey en línea.                  | 25               | 3.ª Eliminada Renuncia a Playa Infierno.                      | 5 días            |
| 36                   |                                                    |                  |                  |                  |                  |                  |                  |                  |                  |                  |                  |                  | Sunny Doria "Mulata" Cross Training.                            | 34               | 2.ª Eliminada Abandona la competencia por lesión.             | 4 días            |
| 37                   |                                                    |                  |                  |                  |                  |                  |                  |                  |                  |                  |                  |                  | María Fernanda Aguilar "Mafe" † Entrenamiento funcional.        | 19               | 1.ª Eliminada En duelo de agilidad, destreza y presión.       | 3 días            |
| Etapa 1              |                                                    |                  |                  |                  |                  |                  |                  |                  |                  |                  |                  |                  |                                                                 |                  |                                                               |                   |
| 38                   |                                                    |                  |                  |                  |                  |                  |                  |                  |                  |                  |                  |                  | Rodney Camargo Crossfit.                                        | 31               | Eliminados Sin cupo                                           | 1 día             |
| 38                   | Paola Santos "La Santos" Acondicionamiento físico. | 30               |                  |                  |                  |                  |                  |                  |                  |                  |                  |                  |                                                                 |                  | Eliminados Sin cupo                                           | 1 día             |
| 38                   | Yeniz Valencia Carreras de aventura.               | 36               |                  |                  |                  |                  |                  |                  |                  |                  |                  |                  |                                                                 |                  | Eliminados Sin cupo                                           | 1 día             |
| 38                   | Paola García Entrenamiento funcional.              | 32               |                  |                  |                  |                  |                  |                  |                  |                  |                  |                  |                                                                 |                  | Eliminados Sin cupo                                           | 1 día             |
| 38                   | Alexis Cuero Lucha olímpica.                       | 21               |                  |                  |                  |                  |                  |                  |                  |                  |                  |                  |                                                                 |                  | Eliminados Sin cupo                                           | 1 día             |

Leyenda
| - Semana 1: Participante del equipo Antioqueños. Participante del equipo Cachacos. Participante del equipo Cafeteros. Participante del equipo Costeños. Participante del equipo Santandereanos. Participante del equipo Vallecaucanos. Participante del equipo Súper Humanos. | - Semana 2 - 4: Participante del equipo Antioqueños. Participante del equipo Cachacos. Participante del equipo Cafeteros. Participante del equipo Costeños. Participante del equipo Vallecaucanos. Participante del equipo Súper Humanos. | - Semana 5 - 8: Participante del equipo Antioqueños. Participante del equipo Cafeteros. Participante del equipo Costeños. Participante del equipo Vallecaucanos. Participante del equipo Súper Humanos. | - Semana 9 - 12: Participante del equipo Cafeteros. Participante del equipo Costeños. Participante del equipo Vallecaucanos. Participante del equipo Súper Humanos. |

| - Semana 13 - 15: Participante del equipo Cafeteros. Participante del equipo Costeños. Participante del equipo Vallecaucanos. | - Semana 16 - 18: Participante del equipo Cafeteros. Participante del equipo Vallecaucanos. | - Semana 19 - : Participante del equipo Fusión (Competencia Individual). |

### Distribución de equipos
- Antioqueños: Provenientes de Antioquia de Colombia.
- Cafeteros: Provenientes de Caldas, Risaralda y Quindio de Colombia.
- Cachacos: Provenientes de la capital Bogotá en Colombia.
- Costeños: Provenientes de la costa Caribe Colombiana.
- Santandereanos: Provenientes de Santander y Norte de Santander de Colombia.
- Vallecaucanos: Provenientes del Valle del Cauca y Cauca de Colombia.
- Súper Humanos: Participantes provenientes del Desafío 2016 y Desafío 2017
- Desterrados: Participantes eliminados en el Desafío a Muerte, que aceptan permanecer en Playa Infierno.

| Etapa 1                         | Etapa 1                         | Etapa 1                         | Etapa 1      |
| Equipos                         | Competidores                    | Competidores                    | Competidores |
| ------------------------------- | ------------------------------- | ------------------------------- | ------------ |
| Antioqueños                     |                                 |                                 |              |
| Diego Posada                    | Jonathan Betancur "Beta"        | Laura "Lau" Restrepo            |              |
| Valeria Duque                   | David Trujillo                  | Shirley Atehortúa               |              |
| Cachacos                        |                                 |                                 |              |
| David "Gato" Bedoya             | Laura Sin                       | Marcela Rozo "Marce"            |              |
| Marisol Chaparro                | Shadi Harb                      | Witsmar Lucumí                  |              |
| Cafeteros                       |                                 |                                 |              |
| Manuela Arango "Manu"           | Mauricio Giraldo                | Santiago Guarín                 |              |
| Víctor Bobadilla "Rojo"         | Violeta Struvay                 | Laura Suárez                    |              |
| Costeños                        |                                 |                                 |              |
| Kevin Fuentes "Pantera"         | María Cristina Vergara "Macris" | Sunny Doria "Mulata"            |              |
| Óscar Muñoz "El Olímpico"       | Mike Wilches                    | María Fernanda Aguilar "Mafe"   |              |
| Santandereanos                  |                                 |                                 |              |
| Fabián Gómez                    | Alexis Cuero                    | Rodney Camargo                  |              |
| Paola García                    | Paola Santos "La Santos"        | Yeniz Valencia                  |              |
| Vallecaucanos                   |                                 |                                 |              |
| Belmer Ospina "Be"              | Daniela Lozano "La Crespa"      | Karen Cano                      |              |
| Mónica Henao                    | Ricardo Montaño                 | Yeison López "Gokú"             |              |
| Súper Humanos                   |                                 |                                 |              |
| Ángel Jesús Arregoces           | Andrea Fernández                | Camila López                    |              |
| Karoline Rodríguez              | Mateo Carvajal                  | Óscar López                     |              |
| Etapa 2                         |                                 |                                 |              |
| Antioqueños                     |                                 |                                 |              |
| Diego Posada                    | Jonathan Betancur "Beta"        | Laura "Lau" Restrepo            |              |
| Valeria Duque                   |                                 |                                 |              |
| Cachacos                        |                                 |                                 |              |
| David "Gato" Bedoya             | Laura Sin                       | Marcela Rozo "Marce"            |              |
| Marisol Chaparro                | Shadi Harb                      | Witsmar Lucumí                  |              |
| Cafeteros                       |                                 |                                 |              |
| Manuela Arango "Manu"           | Mauricio Giraldo                | Santiago Guarín                 |              |
| Víctor Bobadilla "Rojo"         | Violeta Struvay                 |                                 |              |
| Costeños                        |                                 |                                 |              |
| Kevin Fuentes "Pantera"         | María Cristina Vergara "Macris" | Sunny Doria "Mulata"            |              |
| Óscar Muñoz "El Olímpico"       |                                 |                                 |              |
| Vallecaucanos                   |                                 |                                 |              |
| Belmer Ospina "Be"              | Daniela Lozano "La Crespa"      | Karen Cano                      |              |
| Mónica Henao                    | Ricardo Montaño                 | Yeison López "Gokú"             |              |
| Súper Humanos                   |                                 |                                 |              |
| Ángel Jesús Arregoces           | Andrea Fernández                | Camila López                    |              |
| Karoline Rodríguez              | Mateo Carvajal                  | Óscar López                     |              |
| Desterrados                     |                                 |                                 |              |
| Fabián Gómez                    | María Fernanda Aguilar          | Mike Wilches                    |              |
| Shirley Atehortua               | David Trujillo                  | Laura Suárez                    |              |
| Etapa 3                         |                                 |                                 |              |
| Antioqueños                     |                                 |                                 |              |
| Diego Posada                    | Jonathan Betancur "Beta"        | Laura "Lau" Restrepo            |              |
| Valeria Duque                   | Shadi Harb                      |                                 |              |
| Cafeteros                       |                                 |                                 |              |
| Manuela Arango "Manu"           | Mauricio Giraldo                | Santiago Guarín                 |              |
| Víctor Bobadilla "Rojo"         | Violeta Struvay                 | Witsmar Lucumí                  |              |
| Costeños                        |                                 |                                 |              |
| Kevin Fuentes "Pantera"         | María Cristina Vergara "Macris" | Óscar Muñoz "El Olímpico"       |              |
| Fabián Gómez                    | David "Gato" Bedoya             | Laura Sin                       |              |
| Marcela Rozo "Marce"            |                                 |                                 |              |
| Vallecaucanos                   |                                 |                                 |              |
| Belmer Ospina "Be"              | Karen Cano                      | Mónica Henao                    |              |
| Ricardo Montaño                 | Yeison López "Gokú"             |                                 |              |
| Súper Humanos                   |                                 |                                 |              |
| Ángel Jesús Arregoces           | Andrea Fernández                | Camila López                    |              |
| Karoline Rodríguez              | Mateo Carvajal                  | Óscar López                     |              |
| Desterrados                     |                                 |                                 |              |
| David Trujillo                  | Marisol Chaparro                | Daniela Lozano "La Crespa"      |              |
| -                               |                                 |                                 |              |
| Etapa 4                         |                                 |                                 |              |
| Cafeteros                       |                                 |                                 |              |
| Manuela Arango "Manu"           | Santiago Guarín                 | Víctor Bobadilla "Rojo"         |              |
| Witsmar Lucumí                  | Shadi Harb                      | Marisol Chaparro                |              |
| Valeria Duque                   |                                 |                                 |              |
| Costeños                        |                                 |                                 |              |
| Kevin Fuentes "Pantera"         | María Cristina Vergara "Macris" | Óscar Muñoz "El Olímpico"       |              |
| David "Gato" Bedoya             | Laura Sin                       | Marcela Rozo "Marce"            |              |
| Diego Posada                    |                                 |                                 |              |
| Vallecaucanos                   |                                 |                                 |              |
| Belmer Ospina "Be"              | Karen Cano                      | Ricardo Montaño                 |              |
| Yeison López "Gokú"             | Jonathan Betancur "Beta"        |                                 |              |
| Súper Humanos                   |                                 |                                 |              |
| Ángel Jesús Arregoces           | Karoline Rodríguez              | Camila López                    |              |
| Mateo Carvajal                  | Óscar López                     |                                 |              |
| Desterrados                     |                                 |                                 |              |
| David Trujillo                  | Daniela Lozano "La Crespa"      | Mónica Henao                    |              |
| Andrea Fernández                |                                 |                                 |              |
| Etapa 5                         |                                 |                                 |              |
| Cafeteros                       |                                 |                                 |              |
| Manuela Arango "Manu"           | Santiago Guarín                 | Víctor Bobadilla "Rojo"         |              |
| Witsmar Lucumí                  | Shadi Harb                      | Marisol Chaparro                |              |
| Camila López                    |                                 |                                 |              |
| Costeños                        |                                 |                                 |              |
| Kevin Fuentes "Pantera"         | María Cristina Vergara "Macris" | Óscar Muñoz "El Olímpico"       |              |
| David "Gato" Bedoya             | Marcela Rozo "Marce"            | Diego Posada                    |              |
| Vallecaucanos                   |                                 |                                 |              |
| Belmer Ospina "Be"              | Karen Cano                      | Ricardo Montaño                 |              |
| Yeison López "Gokú"             | Ángel Jesús Arregoces           |                                 |              |
| Desterrados                     |                                 |                                 |              |
| David Trujillo                  | Daniela Lozano "La Crespa"      | Andrea Fernández                |              |
| Karoline Rodríguez              | Jonathan Betancur "Beta"        | Laura Sin                       |              |
| Etapa 6                         |                                 |                                 |              |
| Cafeteros                       |                                 |                                 |              |
| Manuela Arango "Manu"           | Santiago Guarín                 | Víctor Bobadilla "Rojo"         |              |
| Witsmar Lucumí                  | Shadi Harb                      | Marisol Chaparro                |              |
| Camila López                    | Óscar Muñoz "El Olímpico"       | Diego Posada                    |              |
| Vallecaucanos                   |                                 |                                 |              |
| Belmer Ospina "Be"              | Ricardo Montaño                 | Yeison López "Gokú"             |              |
| Ángel Jesús Arregoces           | Kevin Fuentes "Pantera"         | María Cristina Vergara "Macris" |              |
| David "Gato" Bedoya             |                                 |                                 |              |
| Desterrados                     |                                 |                                 |              |
| David Trujillo                  | Jonathan Betancur "Beta"        | Laura Sin                       |              |
| Karen Cano                      | Marcela Rozo "Marce"            |                                 |              |
| Etapa 7                         |                                 |                                 |              |
| Fusión                          |                                 |                                 |              |
| Ángel Jesús Arregoces           | Belmer Ospina "Be"              | Camila López                    |              |
| David "Gato" Bedoya             | Diego Posada                    | Manuela Arango "Manu"           |              |
| María Cristina Vergara "Macris" | Marisol Caparro                 | Óscar Muñoz "El Olímpico"       |              |
| Kevin Fuentes "Pantera"         | Ricardo Montaño                 | Santiago Guarín                 |              |
| Shadi Harb                      | Víctor Bobadilla "Rojo"         | Witsmar Lucumí                  |              |

Notas
| Sub Participante Eliminado.              |
| Participante ganador/a.                  |
| Participante que ocupa el segundo lugar. |
| Participante finalista.                  |
| 1. 2. 3. 4. 5. 6. 7. 8. 9.               |

## Resultados generales
|           |  |  |  |  |  |  |  |  |  |  |  | Olímpico | Gana       | Sentenciado | Gana        | Gana        | Continúa    | Continúa    | Sentenciado | Gana        | Sentenciado | Sentenciado | Sentenciado | Pierde      | Gana        | Gana        | Pierde      | Pierde      | Gana        | Pierde      | Gana        | Gana        | Gana        | Gana        | Pierde      | Sentenciado | Gana        | Gana        | Pierde      | Gana        | Gana      | Ganador   |  |  |  |  |  |  |  |  |  |  |  |  |  |  |  |  |  |  |  |  |  |  |  |  |  |  |
|           |  |  |  |  |  |  |  |  |  |  |  | Lucumí   | Gana       | Gana        | Gana        | Gana        | Gana        | Gana        | Gana        | Gana        | Sentenciado | Sentenciado | Sentenciado | Pierde      | Pierde      | Pierde      | Gana        | Gana        | Pierde      | Gana        | Gana        | Gana        | Gana        | Pierde      | Gana        | Pierde      | Pierde      | Gana        | Pierde      | Gana        | Gana      | Finalista |  |  |  |  |  |  |  |  |  |  |  |  |  |  |  |  |  |  |  |  |  |  |  |  |  |  |
|           |  |  |  |  |  |  |  |  |  |  |  | Be       | Gana       | Gana        | Rescatado   | Rescatado   | Sentenciado | Gana        | Gana        | Sentenciado | Continúa    | Continúa    | Continúa    | Gana        | Pierde      | Pierde      | Sentenciado | Pierde      | Pierde      | Pierde      | Pierde      | Sentenciado | Pierde      | Sentenciado | Pierde      | Gana        | Gana        | Pierde      | Gana        | Rescatado   | Gana      | Finalista |  |  |  |  |  |  |  |  |  |  |  |  |  |  |  |  |  |  |  |  |  |  |  |  |  |  |
|           |  |  |  |  |  |  |  |  |  |  |  | Diego    | Gana       | Continúa    | Sentenciado | Sentenciado | Continúa    | Sentenciado | Sentenciado | Continúa    | Gana        | Gana        | Gana        | Sentenciado | Gana        | Gana        | Pierde      | Pierde      | Gana        | Pierde      | Gana        | Gana        | Gana        | Pierde      | Gana        | Pierde      | Pierde      | Pierde      | Gana        | Rescatado   | Gana      | Finalista |  |  |  |  |  |  |  |  |  |  |  |  |  |  |  |  |  |  |  |  |  |  |  |  |  |  |
|           |  |  |  |  |  |  |  |  |  |  |  | Rojo     | Gana       | Continúa    | Continúa    | Continúa    | Sentenciado | Sentenciado | Gana        | Gana        | Sentenciado | Sentenciado | Sentenciado | Pierde      | Pierde      | Pierde      | Gana        | Gana        | Pierde      | Gana        | Gana        | Gana        | Gana        | Pierde      | Pierde      | Gana        | Sentenciado | Sentenciado | Sentenciado | Sentenciado | Eliminado |           |  |  |  |  |  |  |  |  |  |  |  |  |  |  |  |  |  |  |  |  |  |  |  |  |  |  |
|           |  |  |  |  |  |  |  |  |  |  |  | Camila   | Gana       | Sentenciada | Gana        | Gana        | Gana        | Continúa    | Continúa    | Sentenciada | Gana        | Gana        | Gana        | Pierde      | Pierde      | Sentenciada | Pierde      | Gana        | Pierde      | Gana        | Gana        | Gana        | Gana        | Pierde      | Pierde      | Pierde      | Pierde      | Pierde      | Sentenciada | Eliminada   |           |           |  |  |  |  |  |  |  |  |  |  |  |  |  |  |  |  |  |  |  |  |  |  |  |  |  |  |
|           |  |  |  |  |  |  |  |  |  |  |  | Santiago | Gana       | Continúa    | Continúa    | Continúa    | Rescatado   | Sentenciado | Gana        | Gana        | Rescatado   | Rescatado   | Sentenciado | Pierde      | Pierde      | Sentenciado | Gana        | Gana        | Pierde      | Gana        | Gana        | Gana        | Gana        | Pierde      | Pierde      | Pierde      | Sentenciado | Sentenciado | Eliminado   |             |           |           |  |  |  |  |  |  |  |  |  |  |  |  |  |  |  |  |  |  |  |  |  |  |  |  |  |  |
|           |  |  |  |  |  |  |  |  |  |  |  | Shadi    | Gana       | Gana        | Gana        | Gana        | Gana        | Gana        | Sentenciado | Continúa    | Gana        | Gana        | Gana        | Pierde      | Pierde      | Pierde      | Gana        | Gana        | Pierde      | Gana        | Gana        | Gana        | Gana        | Gana        | Pierde      | Pierde      | Pierde      | Eliminado   |             |             |           |           |  |  |  |  |  |  |  |  |  |  |  |  |  |  |  |  |  |  |  |  |  |  |  |  |  |  |
|           |  |  |  |  |  |  |  |  |  |  |  | Manu     | Gana       | Continúa    | Continúa    | Continúa    | Sentenciada | Sentenciada | Gana        | Gana        | Sentenciada | Sentenciada | Sentenciada | Pierde      | Pierde      | Pierde      | Gana        | Gana        | Pierde      | Gana        | Gana        | Gana        | Gana        | Pierde      | Sentenciada | Pierde      | Eliminada   |             |             |             |           |           |  |  |  |  |  |  |  |  |  |  |  |  |  |  |  |  |  |  |  |  |  |  |  |  |  |  |
|           |  |  |  |  |  |  |  |  |  |  |  | Gato     | Gana       | Gana        | Gana        | Gana        | Gana        | Gana        | Sentenciado | Gana        | Sentenciado | Sentenciado | Sentenciado | Pierde      | Gana        | Gana        | Pierde      | Pierde      | Gana        | Pierde      | Sentenciado | Pierde      | Sentenciado | Pierde      | Pierde      | Eliminado   |             |             |             |             |           |           |  |  |  |  |  |  |  |  |  |  |  |  |  |  |  |  |  |  |  |  |  |  |  |  |  |  |
|           |  |  |  |  |  |  |  |  |  |  |  | Marisol  | Gana       | Gana        | Gana        | Gana        | Gana        | Gana        | Desterrada  | Continúa    | Regr.       | Gana        | Gana        | Pierde      | Sentenciada | Pierde      | Gana        | Gana        | Sentenciada | Gana        | Gana        | Gana        | Gana        | Pierde      | Pierde      | Eliminada   |             |             |             |             |           |           |  |  |  |  |  |  |  |  |  |  |  |  |  |  |  |  |  |  |  |  |  |  |  |  |  |  |
|           |  |  |  |  |  |  |  |  |  |  |  | Pantera  | Gana       | Sentenciado | Gana        | Gana        | Continúa    | Continúa    | Sentenciado | Gana        | Sentenciado | Sentenciado | Sentenciado | Pierde      | Gana        | Gana        | Pierde      | Pierde      | Gana        | Pierde      | Pierde      | Pierde      | Pierde      | Pierde      | Eliminado   |             |             |             |             |             |           |           |  |  |  |  |  |  |  |  |  |  |  |  |  |  |  |  |  |  |  |  |  |  |  |  |  |  |
|           |  |  |  |  |  |  |  |  |  |  |  | Macris   | Gana       | Sentenciada | Gana        | Gana        | Continúa    | Continúa    | Sentenciada | Gana        | Sentenciada | Sentenciada | Sentenciada | Pierde      | Gana        | Gana        | Pierde      | Pierde      | Gana        | Pierde      | Sentenciada | Pierde      | Pierde      | Pierde      | Eliminada   |             |             |             |             |             |           |           |  |  |  |  |  |  |  |  |  |  |  |  |  |  |  |  |  |  |  |  |  |  |  |  |  |  |
|           |  |  |  |  |  |  |  |  |  |  |  | Ángel    | Gana       | Sentenciado | Gana        | Gana        | Gana        | Continúa    | Continúa    | Rescatado   | Gana        | Gana        | Gana        | Pierde      | Pierde      | Pierde      | Pierde      | Sentenciado | Sentenciado | Sentenciado | Pierde      | Sentenciado | Sentenciado | Eliminado   |             |             |             |             |             |             |           |           |  |  |  |  |  |  |  |  |  |  |  |  |  |  |  |  |  |  |  |  |  |  |  |  |  |  |
|           |  |  |  |  |  |  |  |  |  |  |  | Ricardo  | Gana       | Gana        | Sentenciado | Sentenciado | Sentenciado | Gana        | Gana        | Sentenciado | Continúa    | Continúa    | Continúa    | Gana        | Pierde      | Pierde      | Pierde      | Pierde      | Pierde      | Sentenciado | Pierde      | Pierde      | Pierde      | Eliminado   |             |             |             |             |             |             |           |           |  |  |  |  |  |  |  |  |  |  |  |  |  |  |  |  |  |  |  |  |  |  |  |  |  |  |
|           |  |  |  |  |  |  |  |  |  |  |  | Gokú     | Gana       | Gana        | Sentenciado | Sentenciado | Sentenciado | Gana        | Gana        | Sentenciado | Continúa    | Continúa    | Continúa    | Gana        | Pierde      | Pierde      | Pierde      | Pierde      | Pierde      | Pierde      | Pierde      | Pierde      | Eliminado   |             |             |             |             |             |             |             |           |           |  |  |  |  |  |  |  |  |  |  |  |  |  |  |  |  |  |  |  |  |  |  |  |  |  |  |
|           |  |  |  |  |  |  |  |  |  |  |  | Marce    | Gana       | Gana        | Gana        | Gana        | Gana        | Gana        | Sentenciada | Gana        | Sentenciada | Sentenciada | Sentenciada | Pierde      | Gana        | Gana        | Sentenciada | Pierde      | Gana        | Pierde      | Pierde      | Desterrada  | Eliminada   |             |             |             |             |             |             |             |           |           |  |  |  |  |  |  |  |  |  |  |  |  |  |  |  |  |  |  |  |  |  |  |  |  |  |  |
|           |  |  |  |  |  |  |  |  |  |  |  | David    | Gana       | Continúa    | Sentenciado | Sentenciado | Continúa    | Desterrado  | Continúa    | Continúa    | Continúa    | Continúa    | Continúa    | Continúa    | Continúa    | Continúa    | Continúa    | Continúa    | Continúa    | Continúa    | Continúa    | Continúa    | Eliminado   |             |             |             |             |             |             |             |           |           |  |  |  |  |  |  |  |  |  |  |  |  |  |  |  |  |  |  |  |  |  |  |  |  |  |  |
|           |  |  |  |  |  |  |  |  |  |  |  | Sin      | Gana       | Gana        | Gana        | Gana        | Gana        | Gana        | Sentenciada | Gana        | Sentenciada | Sentenciada | Rescatada   | Pierde      | Gana        | Gana        | Pierde      | Sentenciada | Gana        | Desterrada  | Continúa    | Continúa    | Eliminada   |             |             |             |             |             |             |             |           |           |  |  |  |  |  |  |  |  |  |  |  |  |  |  |  |  |  |  |  |  |  |  |  |  |  |  |
|           |  |  |  |  |  |  |  |  |  |  |  | Karen    | Gana       | Gana        | Sentenciada | Sentenciada | Sentenciada | Gana        | Gana        | Sentenciada | Continúa    | Continúa    | Continúa    | Gana        | Pierde      | Pierde      | Pierde      | Pierde      | Pierde      | Pierde      | Desterrada  | Eliminada   |             |             |             |             |             |             |             |             |           |           |  |  |  |  |  |  |  |  |  |  |  |  |  |  |  |  |  |  |  |  |  |  |  |  |  |  |
|           |  |  |  |  |  |  |  |  |  |  |  | Beta     | Gana       | Continúa    | Sentenciado | Sentenciado | Continúa    | Sentenciado | Sentenciado | Continúa    | Gana        | Gana        | Gana        | Gana        | Sentenciado | Pierde      | Pierde      | Pierde      | Desterrado  | Continúa    | Eliminado   |             |             |             |             |             |             |             |             |             |           |           |  |  |  |  |  |  |  |  |  |  |  |  |  |  |  |  |  |  |  |  |  |  |  |  |  |  |
|           |  |  |  |  |  |  |  |  |  |  |  | Karoline | Gana       | Sentenciada | Gana        | Gana        | Gana        | Continúa    | Continúa    | Sentenciada | Gana        | Gana        | Gana        | Pierde      | Pierde      | Pierde      | Pierde      | Desterrada  | Continúa    | Eliminada   |             |             |             |             |             |             |             |             |             |             |           |           |  |  |  |  |  |  |  |  |  |  |  |  |  |  |  |  |  |  |  |  |  |  |  |  |  |  |
|           |  |  |  |  |  |  |  |  |  |  |  | Andrea   | Gana       | Sentenciada | Gana        | Gana        | Gana        | Continúa    | Continúa    | Sentenciada | Gana        | Gana        | Gana        | Pierde      | Pierde      | Pierde      | Desterrada  | Continúa    | Eliminada   |             |             |             |             |             |             |             |             |             |             |             |           |           |  |  |  |  |  |  |  |  |  |  |  |  |  |  |  |  |  |  |  |  |  |  |  |  |  |  |
|           |  |  |  |  |  |  |  |  |  |  |  | Crespa   | Gana       | Gana        | Sentenciada | Sentenciada | Sentenciada | Gana        | Gana        | Desterrada  | Continúa    | Continúa    | Continúa    | Continúa    | Continúa    | Continúa    | Continúa    | Eliminada   |             |             |             |             |             |             |             |             |             |             |             |             |           |           |  |  |  |  |  |  |  |  |  |  |  |  |  |  |  |  |  |  |  |  |  |  |  |  |  |  |
|           |  |  |  |  |  |  |  |  |  |  |  | Mónica   | Gana       | Gana        | Sentenciada | Sentenciada | Sentenciada | Gana        | Gana        | Sentenciada | Continúa    | Continúa    | Continúa    | Gana        | Pierde      | Desterrada  | Eliminada   |             |             |             |             |             |             |             |             |             |             |             |             |             |           |           |  |  |  |  |  |  |  |  |  |  |  |  |  |  |  |  |  |  |  |  |  |  |  |  |  |  |
|           |  |  |  |  |  |  |  |  |  |  |  | Óscar    | Gana       | Sentenciado | Gana        | Gana        | Gana        | Continúa    | Continúa    | Sentenciado | Gana        | Gana        | Gana        | Pierde      | Eliminado   |             |             |             |             |             |             |             |             |             |             |             |             |             |             |             |           |           |  |  |  |  |  |  |  |  |  |  |  |  |  |  |  |  |  |  |  |  |  |  |  |  |  |  |
|           |  |  |  |  |  |  |  |  |  |  |  | Mateo    | Gana       | Sentenciado | Gana        | Gana        | Gana        | Continúa    | Continúa    | Sentenciado | Gana        | Gana        | Gana        | Eliminado   |             |             |             |             |             |             |             |             |             |             |             |             |             |             |             |             |           |           |  |  |  |  |  |  |  |  |  |  |  |  |  |  |  |  |  |  |  |  |  |  |  |  |  |  |
|           |  |  |  |  |  |  |  |  |  |  |  | Valeria  | Gana       | Continúa    | Sentenciada | Sentenciada | Continúa    | Sentenciada | Sentenciada | Continúa    | Gana        | Gana        | Gana        | Eliminada   |             |             |             |             |             |             |             |             |             |             |             |             |             |             |             |             |           |           |  |  |  |  |  |  |  |  |  |  |  |  |  |  |  |  |  |  |  |  |  |  |  |  |  |  |
|           |  |  |  |  |  |  |  |  |  |  |  | Mauricio | Gana       | Continúa    | Continúa    | Continúa    | Sentenciado | Sentenciado | Gana        | Gana        | Sentenciado | Sentenciado | Eliminado   |             |             |             |             |             |             |             |             |             |             |             |             |             |             |             |             |             |           |           |  |  |  |  |  |  |  |  |  |  |  |  |  |  |  |  |  |  |  |  |  |  |  |  |  |  |
|           |  |  |  |  |  |  |  |  |  |  |  | Violeta  | Gana       | Continúa    | Continúa    | Continúa    | Sentenciada | Rescatada   | Gana        | Gana        | Eliminada   | Eliminada   |             |             |             |             |             |             |             |             |             |             |             |             |             |             |             |             |             |             |           |           |  |  |  |  |  |  |  |  |  |  |  |  |  |  |  |  |  |  |  |  |  |  |  |  |  |  |
|           |  |  |  |  |  |  |  |  |  |  |  | Lau      | Gana       | Continúa    | Sentenciada | Sentenciada | Continúa    | Sentenciada | Sentenciada | Continúa    | Retirada    | Retirada    |             |             |             |             |             |             |             |             |             |             |             |             |             |             |             |             |             |             |           |           |  |  |  |  |  |  |  |  |  |  |  |  |  |  |  |  |  |  |  |  |  |  |  |  |  |  |
|           |  |  |  |  |  |  |  |  |  |  |  | Fabián   | Desterrado | Continúa    | Regr.       | Gana        | Continúa    | Continúa    | Desterrado  | Eliminado   |             |             |             |             |             |             |             |             |             |             |             |             |             |             |             |             |             |             |             |             |           |           |  |  |  |  |  |  |  |  |  |  |  |  |  |  |  |  |  |  |  |  |  |  |  |  |  |  |
|           |  |  |  |  |  |  |  |  |  |  |  | Laura S. | Gana       | Continúa    | Continúa    | Continúa    | Desterrada  | Eliminada   |             |             |             |             |             |             |             |             |             |             |             |             |             |             |             |             |             |             |             |             |             |             |           |           |  |  |  |  |  |  |  |  |  |  |  |  |  |  |  |  |  |  |  |  |  |  |  |  |  |  |
|           |  |  |  |  |  |  |  |  |  |  |  | Mike     | Gana       | Desterrado  | Continúa    | Continúa    | Continúa    | Eliminado   |             |             |             |             |             |             |             |             |             |             |             |             |             |             |             |             |             |             |             |             |             |             |           |           |  |  |  |  |  |  |  |  |  |  |  |  |  |  |  |  |  |  |  |  |  |  |  |  |  |  |
|           |  |  |  |  |  |  |  |  |  |  |  | Shirley  | Gana       | Continúa    | Desterrada  | Desterrada  | Eliminada   |             |             |             |             |             |             |             |             |             |             |             |             |             |             |             |             |             |             |             |             |             |             |             |           |           |  |  |  |  |  |  |  |  |  |  |  |  |  |  |  |  |  |  |  |  |  |  |  |  |  |  |
|           |  |  |  |  |  |  |  |  |  |  |  | Mulata   | Gana       | Sentenciada | Retirada    | Retirada    |             |             |             |             |             |             |             |             |             |             |             |             |             |             |             |             |             |             |             |             |             |             |             |             |           |           |  |  |  |  |  |  |  |  |  |  |  |  |  |  |  |  |  |  |  |  |  |  |  |  |  |  |
|           |  |  |  |  |  |  |  |  |  |  |  | Mafe     | Gana       | Eliminada   |             |             |             |             |             |             |             |             |             |             |             |             |             |             |             |             |             |             |             |             |             |             |             |             |             |             |           |           |  |  |  |  |  |  |  |  |  |  |  |  |  |  |  |  |  |  |  |  |  |  |  |  |  |  |
|           |  |  |  |  |  |  |  |  |  |  |  | Rodney   | Sin Cupo   |             |             |             |             |             |             |             |             |             |             |             |             |             |             |             |             |             |             |             |             |             |             |             |             |             |             |             |           |           |  |  |  |  |  |  |  |  |  |  |  |  |  |  |  |  |  |  |  |  |  |  |  |  |  |  |
| La Santos |  |  |  |  |  |  |  |  |  |  |  |          | Sin Cupo   |             |             |             |             |             |             |             |             |             |             |             |             |             |             |             |             |             |             |             |             |             |             |             |             |             |             |             |           |           |  |  |  |  |  |  |  |  |  |  |  |  |  |  |  |  |  |  |  |  |  |  |  |  |  |  |
| Yeniz     |  |  |  |  |  |  |  |  |  |  |  |          | Sin Cupo   |             |             |             |             |             |             |             |             |             |             |             |             |             |             |             |             |             |             |             |             |             |             |             |             |             |             |             |           |           |  |  |  |  |  |  |  |  |  |  |  |  |  |  |  |  |  |  |  |  |  |  |  |  |  |  |
| Paola G.  |  |  |  |  |  |  |  |  |  |  |  |          | Sin Cupo   |             |             |             |             |             |             |             |             |             |             |             |             |             |             |             |             |             |             |             |             |             |             |             |             |             |             |             |           |           |  |  |  |  |  |  |  |  |  |  |  |  |  |  |  |  |  |  |  |  |  |  |  |  |  |  |
| Alexis    |  |  |  |  |  |  |  |  |  |  |  |          | Sin Cupo   |             |             |             |             |             |             |             |             |             |             |             |             |             |             |             |             |             |             |             |             |             |             |             |             |             |             |             |           |           |  |  |  |  |  |  |  |  |  |  |  |  |  |  |  |  |  |  |  |  |  |  |  |  |  |  |

Leyenda
| Color | Significado |
| ----- | --- |
|       | • El participante es uno de los cuatro ganadores del desafío final. |
|       | • El participante gana junto a su equipo el Desafío de Salvación y obtiene el brazalete de salvación. • El Participante gana el Desafío de Salvación y obtiene el brazalete de salvación. |
|       | • El participante pierde junto a su equipo el desafío de salvación, pero no va al Desafío a Muerte. |
|       | • El participante pierde junto a su equipo el desafío de salvación y son sentenciados por el equipo ganador al Desafío a Muerte. • El participante pierde junto a su equipo el desafío de salvación y es sentenciado al desafío a muerte por el equipo ganador del desafío de salvación. • El Participante pierde el desafío de salvación y es sentenciado por sus compañeros en el juicio al desafío a muerte. |
|       | • El participante pierde junto a su equipo el Desafío de Salvación y es sentenciado por sus compañeros al Desafío a Muerte. |
|       | • El participante es sentenciado por el ganador del desafío de salvación. |
|       | • El participante es sentenciado al Desafío a Muerte por romper las reglas del juego. |
|       | • El participante pierde junto a su equipo el desafío de salvación y es nominado por sus compañeros en el juicio, pero no es sentenciado al recibir menor cantidad de votos. |
|       | • El participante pierde el Desafío a Muerte pero es rescatado por los participantes ganadores de la misma prueba. • El participante es salvado de ir al Desafío a Muerte, por los ganadores del Desafío de Salvación. |
|       | • El participante pierde el Desafío Regional y es elegido por Osmín Hernández para seguir en la competencia en Playa Infierno. |
|       | • El participante pierde el Desafío a Muerte y acepta permanecer en Playa Infierno. |
|       | • El participante es elegido por Osmín para regresar a la competencia en reemplazo de un participante que fue retirado. |
|       | • El participante continúa en Playa Infierno. |
|       | • El participante se retira del juego por lesión, enfermedad o accidente. |
|       | • El participante gana junto a su equipo el Desafío Regional y puede seguir en competencia. |
|       | • El participante pierde el Desafío Regional y es eliminado de la competencia al no ser elegido por Osmín. |
|       | • El participante renuncia a Playa Infierno, por ende es eliminado de la competencia . |
|       | • El participante pierde junto a su equipo el desafío de salvación, es sentenciado al desafío a muerte y posteriormente es eliminado de la competencia, al no aceptar ir a Playa Infierno . • El participante es sentenciado al desafío a muerte y posteriormente es eliminado de la competencia, al no aceptar ir a Playa Infierno. • El participante pierde la batalla final y es automáticamente eliminado.  |
| Sub   | • El participante es elegido por el ganador del Desafío a Muerte para portar un chaleco de 20 kg durante el Desafío de Salvación. |

## Competencias

### Desafío Territorial
Es realizado al inicio de cada semana. En él, son disputados los territorios de Playa Oro, Playa Plata y Playa Bronce, en los que inicialmente convivirán de a dos equipos. El grupo ganador de esta prueba, aparte de la playa ganada asignada, también es merecedor de la suma de una apuesta realizada y además, obtiene un premio de recompensa ya sea viaje, comida, baile, etc.
| Etapa 1 | Etapa 1       | Etapa 1       | Etapa 1       | Etapa 1       | Etapa 1       | Etapa 1       | Etapa 1       | Etapa 1       | Etapa 1       | Etapa 1       | Etapa 1        | Etapa 1        |
| Semana  | Playa Oro     | Playa Oro     | Playa Oro     | Playa Oro     | Playa Plata   | Playa Plata   | Playa Plata   | Playa Plata   | Playa Bronce  | Playa Bronce  | Playa Bronce   | Playa Bronce   |
| Semana  | 1.er Lugar    | 1.er Lugar    | 1.er Lugar    | 1.er Lugar    | 2.º Lugar     | 2.º Lugar     | 2.º Lugar     | 2.º Lugar     | 3.er Lugar    | 3.er Lugar    | 3.er Lugar     | 3.er Lugar     |
| ------- | ------------- | ------------- | ------------- | ------------- | ------------- | ------------- | ------------- | ------------- | ------------- | ------------- | -------------- | -------------- |
| 1       | Antioqueños   | Antioqueños   | Costeños      | Costeños      | Cafeteros     | Cafeteros     | Vallecaucanos | Vallecaucanos | Cachacos      | Cachacos      | Santandereanos | Santandereanos |
| Etapa 2 |               |               |               |               |               |               |               |               |               |               |                |                |
| Semana  | Playa Oro     | Playa Oro     | Playa Oro     | Playa Oro     | Playa Plata   | Playa Plata   | Playa Plata   | Playa Plata   | Playa Bronce  | Playa Bronce  | Playa Bronce   | Playa Bronce   |
| Semana  | 1.er Lugar    | 1.er Lugar    | 2.º Lugar     | 2.º Lugar     | 3.er Lugar    | 3.er Lugar    | 4.º Lugar     | 4.º Lugar     | 5.º Lugar     | 5.º Lugar     | 6.º Lugar      | 6.º Lugar      |
| 2       | Súper Humanos | Súper Humanos | Cachacos      | Cachacos      | Vallecaucanos | Vallecaucanos | Costeños      | Costeños      | Cafeteros     | Cafeteros     | Antioqueños    | Antioqueños    |
| 3       | Vallecaucanos | Vallecaucanos | Súper Humanos | Súper Humanos | Cachacos      | Cachacos      | Costeños      | Costeños      | Antioqueños   | Antioqueños   | Cafeteros      | Cafeteros      |
| 4       | Antioqueños   | Antioqueños   | Cachacos      | Cachacos      | Cafeteros     | Cafeteros     | Costeños      | Costeños      | Vallecaucanos | Vallecaucanos | Súper Humanos  | Súper Humanos  |
| Etapa 3 |               |               |               |               |               |               |               |               |               |               |                |                |
| Semana  | Playa Oro     | Playa Oro     | Playa Oro     | Playa Oro     | Playa Plata   | Playa Plata   | Playa Plata   | Playa Plata   | Playa Bronce  | Playa Bronce  | Playa Bronce   | Playa Bronce   |
| Semana  | 1.er Lugar    | 1.er Lugar    | 1.er Lugar    | 1.er Lugar    | 2.do Lugar    | 2.do Lugar    | 3.er Lugar    | 3.er Lugar    | 4.to Lugar    | 4.to Lugar    | 5.to Lugar     | 5.to Lugar     |
| 5       | Antioqueños   | Antioqueños   | Antioqueños   | Antioqueños   | Vallecaucanos | Vallecaucanos | Súper Humanos | Súper Humanos | Cafeteros     | Cafeteros     | Costeños       | Costeños       |
| 6       | Cafeteros     | Cafeteros     | Cafeteros     | Cafeteros     | Costeños      | Costeños      | Súper Humanos | Súper Humanos | Vallecaucanos | Vallecaucanos | Antioqueños    | Antioqueños    |
| 7       | Súper Humanos | Súper Humanos | Súper Humanos | Súper Humanos | Costeños      | Costeños      | Antioqueños   | Antioqueños   | Vallecaucanos | Vallecaucanos | Cafeteros      | Cafeteros      |
| 8       | Costeños      | Costeños      | Costeños      | Costeños      | Antioqueños   | Antioqueños   | Súper Humanos | Súper Humanos | Cafeteros     | Cafeteros     | Vallecaucanos  | Vallecaucanos  |
| Etapa 4 |               |               |               |               |               |               |               |               |               |               |                |                |
| Semana  | Playa Oro     | Playa Oro     | Playa Oro     | Playa Oro     | Playa Plata   | Playa Plata   | Playa Plata   | Playa Plata   | Playa Bronce  | Playa Bronce  | Playa Bronce   | Playa Bronce   |
| Semana  | 1.er Lugar    | 1.er Lugar    | 1.er Lugar    | 1.er Lugar    | 2.do Lugar    | 2.do Lugar    | 3.er Lugar    | 3.er Lugar    | 4.to Lugar    | 4.to Lugar    | 4.to Lugar     | 4.to Lugar     |
| 9       | Súper Humanos | Súper Humanos | Súper Humanos | Súper Humanos | Cafeteros     | Cafeteros     | Vallecaucanos | Vallecaucanos | Costeños      | Costeños      | Costeños       | Costeños       |
| 10      | Costeños      | Costeños      | Costeños      | Costeños      | Vallecaucanos | Vallecaucanos | Súper Humanos | Súper Humanos | Cafeteros     | Cafeteros     | Cafeteros      | Cafeteros      |
| 11      | Cafeteros     | Cafeteros     | Cafeteros     | Cafeteros     | Costeños      | Costeños      | Súper Humanos | Súper Humanos | Vallecaucanos | Vallecaucanos | Vallecaucanos  | Vallecaucanos  |
| 12      | Vallecaucanos | Vallecaucanos | Vallecaucanos | Vallecaucanos | Costeños      | Costeños      | Cafeteros     | Cafeteros     | Súper Humanos | Súper Humanos | Súper Humanos  | Súper Humanos  |
| Etapa 5 |               |               |               |               |               |               |               |               |               |               |                |                |
| Semana  | Playa Oro     | Playa Oro     | Playa Oro     | Playa Oro     | Playa Plata   | Playa Plata   | Playa Plata   | Playa Plata   | Playa Bronce  | Playa Bronce  | Playa Bronce   | Playa Bronce   |
| Semana  | 1.er Lugar    | 1.er Lugar    | 1.er Lugar    | 1.er Lugar    | 2.do Lugar    | 2.do Lugar    | 2.do Lugar    | 2.do Lugar    | 3.er Lugar    | 3.er Lugar    | 3.er Lugar     | 3.er Lugar     |
| 13      | Costeños      | Costeños      | Costeños      | Costeños      | Vallecaucanos | Vallecaucanos | Vallecaucanos | Vallecaucanos | Cafeteros     | Cafeteros     | Cafeteros      | Cafeteros      |
| 14      | Costeños      | Costeños      | Costeños      | Costeños      | Cafeteros     | Cafeteros     | Cafeteros     | Cafeteros     | Vallecaucanos | Vallecaucanos | Vallecaucanos  | Vallecaucanos  |
| 15      | Vallecaucanos | Vallecaucanos | Vallecaucanos | Vallecaucanos | Cafeteros     | Cafeteros     | Cafeteros     | Cafeteros     | Costeños      | Costeños      | Costeños       | Costeños       |
| Etapa 6 |               |               |               |               |               |               |               |               |               |               |                |                |
| Semana  | Playa Oro     | Playa Oro     | Playa Oro     | Playa Oro     | Playa Oro     | Playa Oro     | Playa Bronce  | Playa Bronce  | Playa Bronce  | Playa Bronce  | Playa Bronce   | Playa Bronce   |
| Semana  | 1.er Lugar    | 1.er Lugar    | 1.er Lugar    | 1.er Lugar    | 1.er Lugar    | 1.er Lugar    | 2.do Lugar    | 2.do Lugar    | 2.do Lugar    | 2.do Lugar    | 2.do Lugar     | 2.do Lugar     |
| 16      | Vallecaucanos | Vallecaucanos | Vallecaucanos | Vallecaucanos | Vallecaucanos | Vallecaucanos | Cafeteros     | Cafeteros     | Cafeteros     | Cafeteros     | Cafeteros      | Cafeteros      |
| 17      | Cafeteros     | Cafeteros     | Cafeteros     | Cafeteros     | Cafeteros     | Cafeteros     | Vallecaucanos | Vallecaucanos | Vallecaucanos | Vallecaucanos | Vallecaucanos  | Vallecaucanos  |
| 18      | Vallecaucanos | Vallecaucanos | Vallecaucanos | Vallecaucanos | Vallecaucanos | Vallecaucanos | Cafeteros     | Cafeteros     | Cafeteros     | Cafeteros     | Cafeteros      | Cafeteros      |

#### Fusión
Durante la primera fase de la fusión, los participantes competirán divididos en parejas escogidas al azar, de acuerdo al color de la tarjeta que seleccionen de una urna. Sin embargo, existe también una tarjeta con símbolo de calavera; el que saque dicha imagen quedará relegado a ocupar un lugar en Playa Bronce, sin posibilidad de competir (semana 19 hasta la 22). La pareja ganadora de la prueba, además de Playa Oro, se quedará con una suma considerable de dinero.
| Etapa 7 | Etapa 7                | Etapa 7                | Etapa 7                | Etapa 7                | Etapa 7                | Etapa 7                | Etapa 7                | Etapa 7                | Etapa 7         | Etapa 7         | Etapa 7         | Etapa 7         | Etapa 7          | Etapa 7          | Etapa 7          | Etapa 7          | Etapa 7          | Etapa 7          | Etapa 7                | Etapa 7                | Etapa 7                | Etapa 7                | Etapa 7                | Etapa 7                | Etapa 7          | Etapa 7          | Etapa 7          | Etapa 7          | Etapa 7          | Etapa 7          | Etapa 7               | Etapa 7               | Etapa 7               | Etapa 7               | Etapa 7               | Etapa 7               | Etapa 7          | Etapa 7          | Etapa 7          | Etapa 7          | Etapa 7          | Etapa 7          | Etapa 7          | Etapa 7          | Etapa 7          | Etapa 7          | Etapa 7          |                  |
| Semana  | Playa Oro              | Playa Oro              | Playa Oro              | Playa Oro              | Playa Oro              | Playa Oro              | Playa Oro              | Playa Oro              | Playa Oro       | Playa Oro       | Playa Oro       | Playa Oro       | Playa Oro        | Playa Oro        | Playa Oro        | Playa Oro        | Playa Oro        | Playa Oro        | Playa Oro              | Playa Oro              | Playa Oro              | Playa Oro              | Playa Oro              | Playa Oro              | Playa Bronce     | Playa Bronce     | Playa Bronce     | Playa Bronce     | Playa Bronce     | Playa Bronce     | Playa Bronce          | Playa Bronce          | Playa Bronce          | Playa Bronce          | Playa Bronce          | Playa Bronce          | Playa Bronce     | Playa Bronce     | Playa Bronce     | Playa Bronce     | Playa Bronce     | Playa Bronce     | Playa Bronce     | Playa Bronce     | Playa Bronce     | Playa Bronce     | Playa Bronce     | Playa Bronce     |
| 19      | 1.er Lugar             | 1.er Lugar             | 1.er Lugar             | 1.er Lugar             | 1.er Lugar             | 1.er Lugar             | 2.do Lugar             | 2.do Lugar             | 2.do Lugar      | 2.do Lugar      | 2.do Lugar      | 2.do Lugar      | 3.er Lugar       | 3.er Lugar       | 3.er Lugar       | 3.er Lugar       | 3.er Lugar       | 3.er Lugar       | 4.to Lugar             | 4.to Lugar             | 4.to Lugar             | 4.to Lugar             | 4.to Lugar             | 4.to Lugar             | 5.to Lugar       | 5.to Lugar       | 5.to Lugar       | 5.to Lugar       | 5.to Lugar       | 5.to Lugar       | 6.to Lugar            | 6.to Lugar            | 6.to Lugar            | 6.to Lugar            | 6.to Lugar            | 6.to Lugar            | 7.mo Lugar       | 7.mo Lugar       | 7.mo Lugar       | 7.mo Lugar       | 7.mo Lugar       | 7.mo Lugar       | 8.vo Lugar       | 8.vo Lugar       | 8.vo Lugar       | 8.vo Lugar       | 8.vo Lugar       | 8.vo Lugar       |
| ------- | ---------------------- | ---------------------- | ---------------------- | ---------------------- | ---------------------- | ---------------------- | ---------------------- | ---------------------- | --------------- | --------------- | --------------- | --------------- | ---------------- | ---------------- | ---------------- | ---------------- | ---------------- | ---------------- | ---------------------- | ---------------------- | ---------------------- | ---------------------- | ---------------------- | ---------------------- | ---------------- | ---------------- | ---------------- | ---------------- | ---------------- | ---------------- | --------------------- | --------------------- | --------------------- | --------------------- | --------------------- | --------------------- | ---------------- | ---------------- | ---------------- | ---------------- | ---------------- | ---------------- | ---------------- | ---------------- | ---------------- | ---------------- | ---------------- | ---------------- |
| 19      | David Bedoya           | David Bedoya           | David Bedoya           | David Bedoya           | David Bedoya           | David Bedoya           | Manuela Arango         | Manuela Arango         | Manuela Arango  | Manuela Arango  | Manuela Arango  | Manuela Arango  | Kevin Fuentes    | Kevin Fuentes    | Kevin Fuentes    | Kevin Fuentes    | Kevin Fuentes    | Kevin Fuentes    | Witsmar Lucumí         | Witsmar Lucumí         | Witsmar Lucumí         | Witsmar Lucumí         | Witsmar Lucumí         | Witsmar Lucumí         | Marisol Chaparro | Marisol Chaparro | Marisol Chaparro | Marisol Chaparro | Marisol Chaparro | Marisol Chaparro | Ángel Jesús Arregoces | Ángel Jesús Arregoces | Ángel Jesús Arregoces | Ángel Jesús Arregoces | Ángel Jesús Arregoces | Ángel Jesús Arregoces | Belmer Ospina    | Belmer Ospina    | Belmer Ospina    | Belmer Ospina    | Belmer Ospina    | Belmer Ospina    | Óscar Muñoz      | Óscar Muñoz      | Óscar Muñoz      | Óscar Muñoz      | Óscar Muñoz      | Óscar Muñoz      |
| 19      | Diego Posada           | Diego Posada           | Diego Posada           | Diego Posada           | Diego Posada           | Diego Posada           | Ricardo Montaño        | Ricardo Montaño        | Ricardo Montaño | Ricardo Montaño | Ricardo Montaño | Ricardo Montaño | Víctor Bobadilla | Víctor Bobadilla | Víctor Bobadilla | Víctor Bobadilla | Víctor Bobadilla | Víctor Bobadilla | María Cristina Vergara | María Cristina Vergara | María Cristina Vergara | María Cristina Vergara | María Cristina Vergara | María Cristina Vergara | Camila López     | Camila López     | Camila López     | Camila López     | Camila López     | Camila López     | Santiago Guarín       | Santiago Guarín       | Santiago Guarín       | Santiago Guarín       | Santiago Guarín       | Santiago Guarín       | Shadi Harb       | Shadi Harb       | Shadi Harb       | Shadi Harb       | Shadi Harb       | Shadi Harb       | Óscar Muñoz      | Óscar Muñoz      | Óscar Muñoz      | Óscar Muñoz      | Óscar Muñoz      | Óscar Muñoz      |
| 20      | 1.er Lugar             | 1.er Lugar             | 1.er Lugar             | 1.er Lugar             | 1.er Lugar             | 1.er Lugar             | 1.er Lugar             | 1.er Lugar             | 2.do Lugar      | 2.do Lugar      | 2.do Lugar      | 2.do Lugar      | 2.do Lugar       | 2.do Lugar       | 2.do Lugar       | 2.do Lugar       | 3.er Lugar       | 3.er Lugar       | 3.er Lugar             | 3.er Lugar             | 3.er Lugar             | 3.er Lugar             | 3.er Lugar             | 3.er Lugar             | 4.to Lugar       | 4.to Lugar       | 4.to Lugar       | 4.to Lugar       | 4.to Lugar       | 4.to Lugar       | 5.to Lugar            | 5.to Lugar            | 5.to Lugar            | 5.to Lugar            | 5.to Lugar            | 5.to Lugar            | 6.to Lugar       | 6.to Lugar       | 6.to Lugar       | 6.to Lugar       | 6.to Lugar       | 6.to Lugar       | 7.mo Lugar       | 7.mo Lugar       | 7.mo Lugar       | 7.mo Lugar       | 7.mo Lugar       | 7.mo Lugar       |
| 20      | Diego Posada           | Diego Posada           | Diego Posada           | Diego Posada           | Diego Posada           | Diego Posada           | Diego Posada           | Diego Posada           | Camila López    | Camila López    | Camila López    | Camila López    | Camila López     | Camila López     | Camila López     | Camila López     | Manuela Arango   | Manuela Arango   | Manuela Arango         | Manuela Arango         | Manuela Arango         | Manuela Arango         | Manuela Arango         | Manuela Arango         | Óscar Muñoz      | Óscar Muñoz      | Óscar Muñoz      | Óscar Muñoz      | Óscar Muñoz      | Óscar Muñoz      | Marisol Chaparro      | Marisol Chaparro      | Marisol Chaparro      | Marisol Chaparro      | Marisol Chaparro      | Marisol Chaparro      | Kevin Fuentes    | Kevin Fuentes    | Kevin Fuentes    | Kevin Fuentes    | Kevin Fuentes    | Kevin Fuentes    | Witsmar Lucumí   | Witsmar Lucumí   | Witsmar Lucumí   | Witsmar Lucumí   | Witsmar Lucumí   | Witsmar Lucumí   |
| 20      | María Cristina Vergara | María Cristina Vergara | María Cristina Vergara | María Cristina Vergara | María Cristina Vergara | María Cristina Vergara | María Cristina Vergara | María Cristina Vergara | Santiago Guarín | Santiago Guarín | Santiago Guarín | Santiago Guarín | Santiago Guarín  | Santiago Guarín  | Santiago Guarín  | Santiago Guarín  | David Bedoya     | David Bedoya     | David Bedoya           | David Bedoya           | David Bedoya           | David Bedoya           | David Bedoya           | David Bedoya           | Víctor Bobadilla | Víctor Bobadilla | Víctor Bobadilla | Víctor Bobadilla | Víctor Bobadilla | Víctor Bobadilla | Belmer Ospina         | Belmer Ospina         | Belmer Ospina         | Belmer Ospina         | Belmer Ospina         | Belmer Ospina         | Shadi Harb       | Shadi Harb       | Shadi Harb       | Shadi Harb       | Shadi Harb       | Shadi Harb       | Witsmar Lucumí   | Witsmar Lucumí   | Witsmar Lucumí   | Witsmar Lucumí   | Witsmar Lucumí   | Witsmar Lucumí   |
| 21      | 1.er Lugar             | 1.er Lugar             | 1.er Lugar             | 1.er Lugar             | 1.er Lugar             | 1.er Lugar             | 1.er Lugar             | 1.er Lugar             | 1.er Lugar      | 1.er Lugar      | 1.er Lugar      | 1.er Lugar      | 2.do Lugar       | 2.do Lugar       | 2.do Lugar       | 2.do Lugar       | 2.do Lugar       | 2.do Lugar       | 2.do Lugar             | 2.do Lugar             | 2.do Lugar             | 2.do Lugar             | 2.do Lugar             | 2.do Lugar             | 3.er Lugar       | 3.er Lugar       | 3.er Lugar       | 3.er Lugar       | 3.er Lugar       | 3.er Lugar       | 4.to Lugar            | 4.to Lugar            | 4.to Lugar            | 4.to Lugar            | 4.to Lugar            | 4.to Lugar            | 5.to Lugar       | 5.to Lugar       | 5.to Lugar       | 5.to Lugar       | 5.to Lugar       | 5.to Lugar       | 6.to Lugar       | 6.to Lugar       | 6.to Lugar       | 6.to Lugar       | 6.to Lugar       | 6.to Lugar       |
| 21      | Belmer Ospina          | Belmer Ospina          | Belmer Ospina          | Belmer Ospina          | Belmer Ospina          | Belmer Ospina          | Belmer Ospina          | Belmer Ospina          | Belmer Ospina   | Belmer Ospina   | Belmer Ospina   | Belmer Ospina   | Witsmar Lucumí   | Witsmar Lucumí   | Witsmar Lucumí   | Witsmar Lucumí   | Witsmar Lucumí   | Witsmar Lucumí   | Witsmar Lucumí         | Witsmar Lucumí         | Witsmar Lucumí         | Witsmar Lucumí         | Witsmar Lucumí         | Witsmar Lucumí         | Óscar Muñoz      | Óscar Muñoz      | Óscar Muñoz      | Óscar Muñoz      | Óscar Muñoz      | Óscar Muñoz      | Camila López          | Camila López          | Camila López          | Camila López          | Camila López          | Camila López          | Marisol Chaparro | Marisol Chaparro | Marisol Chaparro | Marisol Chaparro | Marisol Chaparro | Marisol Chaparro | Diego Posada     | Diego Posada     | Diego Posada     | Diego Posada     | Diego Posada     | Diego Posada     |
| 21      | Shadi Harb             | Shadi Harb             | Shadi Harb             | Shadi Harb             | Shadi Harb             | Shadi Harb             | Shadi Harb             | Shadi Harb             | Shadi Harb      | Shadi Harb      | Shadi Harb      | Shadi Harb      | Santiago Guarín  | Santiago Guarín  | Santiago Guarín  | Santiago Guarín  | Santiago Guarín  | Santiago Guarín  | Santiago Guarín        | Santiago Guarín        | Santiago Guarín        | Santiago Guarín        | Santiago Guarín        | Santiago Guarín        | Víctor Bobadilla | Víctor Bobadilla | Víctor Bobadilla | Víctor Bobadilla | Víctor Bobadilla | Víctor Bobadilla | Manuela Arango        | Manuela Arango        | Manuela Arango        | Manuela Arango        | Manuela Arango        | Manuela Arango        | David Bedoya     | David Bedoya     | David Bedoya     | David Bedoya     | David Bedoya     | David Bedoya     | Diego Posada     | Diego Posada     | Diego Posada     | Diego Posada     | Diego Posada     | Diego Posada     |
| 22      | 1.er Lugar             | 1.er Lugar             | 1.er Lugar             | 1.er Lugar             | 1.er Lugar             | 1.er Lugar             | 1.er Lugar             | 1.er Lugar             | 1.er Lugar      | 1.er Lugar      | 1.er Lugar      | 1.er Lugar      | 2.do Lugar       | 2.do Lugar       | 2.do Lugar       | 2.do Lugar       | 2.do Lugar       | 2.do Lugar       | 2.do Lugar             | 2.do Lugar             | 2.do Lugar             | 2.do Lugar             | 2.do Lugar             | 2.do Lugar             | 3.er Lugar       | 3.er Lugar       | 3.er Lugar       | 3.er Lugar       | 3.er Lugar       | 3.er Lugar       | 3.er Lugar            | 3.er Lugar            | 4.to Lugar            | 4.to Lugar            | 4.to Lugar            | 4.to Lugar            | 4.to Lugar       | 4.to Lugar       | 4.to Lugar       | 4.to Lugar       | 5.to Lugar       | 5.to Lugar       | 5.to Lugar       | 5.to Lugar       | 5.to Lugar       | 5.to Lugar       | 5.to Lugar       | 5.to Lugar       |
| 22      | Diego Posada           | Diego Posada           | Diego Posada           | Diego Posada           | Diego Posada           | Diego Posada           | Diego Posada           | Diego Posada           | Diego Posada    | Diego Posada    | Diego Posada    | Diego Posada    | Witsmar Lucumí   | Witsmar Lucumí   | Witsmar Lucumí   | Witsmar Lucumí   | Witsmar Lucumí   | Witsmar Lucumí   | Witsmar Lucumí         | Witsmar Lucumí         | Witsmar Lucumí         | Witsmar Lucumí         | Witsmar Lucumí         | Witsmar Lucumí         | Óscar Muñoz      | Óscar Muñoz      | Óscar Muñoz      | Óscar Muñoz      | Óscar Muñoz      | Óscar Muñoz      | Óscar Muñoz           | Óscar Muñoz           | Manuela Arango        | Manuela Arango        | Manuela Arango        | Manuela Arango        | Manuela Arango   | Manuela Arango   | Manuela Arango   | Manuela Arango   | Santiago Guarín  | Santiago Guarín  | Santiago Guarín  | Santiago Guarín  | Santiago Guarín  | Santiago Guarín  |                  |                  |
| 22      | Shadi Harb             | Shadi Harb             | Shadi Harb             | Shadi Harb             | Shadi Harb             | Shadi Harb             | Shadi Harb             | Shadi Harb             | Shadi Harb      | Shadi Harb      | Shadi Harb      | Shadi Harb      | Camila López     | Camila López     | Camila López     | Camila López     | Camila López     | Camila López     | Camila López           | Camila López           | Camila López           | Camila López           | Camila López           | Camila López           | Víctor Bobadilla | Víctor Bobadilla | Víctor Bobadilla | Víctor Bobadilla | Víctor Bobadilla | Víctor Bobadilla | Víctor Bobadilla      | Víctor Bobadilla      | Belmer Ospina         | Belmer Ospina         | Belmer Ospina         | Belmer Ospina         | Belmer Ospina    | Belmer Ospina    | Belmer Ospina    | Belmer Ospina    | Santiago Guarín  | Santiago Guarín  | Santiago Guarín  | Santiago Guarín  | Santiago Guarín  | Santiago Guarín  |                  |                  |
| 23      | 1.er Lugar             | 1.er Lugar             | 1.er Lugar             | 1.er Lugar             | 1.er Lugar             | 1.er Lugar             | 1.er Lugar             | 1.er Lugar             | 1.er Lugar      | 1.er Lugar      | 1.er Lugar      | 1.er Lugar      | 1.er Lugar       | 1.er Lugar       | 1.er Lugar       | 1.er Lugar       | 1.er Lugar       | 1.er Lugar       | 1.er Lugar             | 1.er Lugar             | 1.er Lugar             | 1.er Lugar             | 1.er Lugar             | 1.er Lugar             | 2.do Lugar       | 2.do Lugar       | 2.do Lugar       | 2.do Lugar       | 2.do Lugar       | 2.do Lugar       | 2.do Lugar            | 2.do Lugar            | 3.er Lugar            | 3.er Lugar            | 3.er Lugar            | 3.er Lugar            | 3.er Lugar       | 3.er Lugar       | 3.er Lugar       | 3.er Lugar       | 4.to Lugar       | 4.to Lugar       | 4.to Lugar       | 4.to Lugar       | 4.to Lugar       | 4.to Lugar       | 4.to Lugar       | 4.to Lugar       |
| 23      | Witsmar Lucumí         | Witsmar Lucumí         | Witsmar Lucumí         | Witsmar Lucumí         | Witsmar Lucumí         | Witsmar Lucumí         | Witsmar Lucumí         | Witsmar Lucumí         | Witsmar Lucumí  | Witsmar Lucumí  | Witsmar Lucumí  | Witsmar Lucumí  | Witsmar Lucumí   | Witsmar Lucumí   | Witsmar Lucumí   | Witsmar Lucumí   | Witsmar Lucumí   | Witsmar Lucumí   | Witsmar Lucumí         | Witsmar Lucumí         | Witsmar Lucumí         | Witsmar Lucumí         | Witsmar Lucumí         | Witsmar Lucumí         | Óscar Muñoz      | Óscar Muñoz      | Óscar Muñoz      | Óscar Muñoz      | Óscar Muñoz      | Óscar Muñoz      | Óscar Muñoz           | Óscar Muñoz           | Belmer Ospina         | Belmer Ospina         | Belmer Ospina         | Belmer Ospina         | Belmer Ospina    | Belmer Ospina    | Belmer Ospina    | Belmer Ospina    | Shadi Harb       | Shadi Harb       | Shadi Harb       | Shadi Harb       | Shadi Harb       | Shadi Harb       | Shadi Harb       | Shadi Harb       |
| 23      | Camila López           | Camila López           | Camila López           | Camila López           | Camila López           | Camila López           | Camila López           | Camila López           | Camila López    | Camila López    | Camila López    | Camila López    | Camila López     | Camila López     | Camila López     | Camila López     | Camila López     | Camila López     | Camila López           | Camila López           | Camila López           | Camila López           | Camila López           | Camila López           | Santiago Guarín  | Santiago Guarín  | Santiago Guarín  | Santiago Guarín  | Santiago Guarín  | Santiago Guarín  | Santiago Guarín       | Santiago Guarín       | Víctor Bobadilla      | Víctor Bobadilla      | Víctor Bobadilla      | Víctor Bobadilla      | Víctor Bobadilla | Víctor Bobadilla | Víctor Bobadilla | Víctor Bobadilla | Diego Posada     | Diego Posada     | Diego Posada     | Diego Posada     | Diego Posada     | Diego Posada     | Diego Posada     | Diego Posada     |
| 24      | 1.er Lugar             | 1.er Lugar             | 1.er Lugar             | 1.er Lugar             | 1.er Lugar             | 1.er Lugar             | 1.er Lugar             | 1.er Lugar             | 1.er Lugar      | 1.er Lugar      | 1.er Lugar      | 1.er Lugar      | 2.do Lugar       | 2.do Lugar       | 2.do Lugar       | 2.do Lugar       | 2.do Lugar       | 2.do Lugar       | 2.do Lugar             | 2.do Lugar             | 2.do Lugar             | 2.do Lugar             | 2.do Lugar             | 2.do Lugar             | 3.er Lugar       | 3.er Lugar       | 3.er Lugar       | 3.er Lugar       | 3.er Lugar       | 3.er Lugar       | 3.er Lugar            | 3.er Lugar            | 3.er Lugar            | 3.er Lugar            | 3.er Lugar            | 3.er Lugar            | 4.to Lugar       | 4.to Lugar       | 4.to Lugar       | 4.to Lugar       | 4.to Lugar       | 4.to Lugar       | 4.to Lugar       | 4.to Lugar       | 4.to Lugar       | 4.to Lugar       | 4.to Lugar       | 4.to Lugar       |
| 24      | Diego Posada           | Diego Posada           | Diego Posada           | Diego Posada           | Diego Posada           | Diego Posada           | Diego Posada           | Diego Posada           | Diego Posada    | Diego Posada    | Diego Posada    | Diego Posada    | Witsmar Lucumí   | Witsmar Lucumí   | Witsmar Lucumí   | Witsmar Lucumí   | Witsmar Lucumí   | Witsmar Lucumí   | Witsmar Lucumí         | Witsmar Lucumí         | Witsmar Lucumí         | Witsmar Lucumí         | Witsmar Lucumí         | Witsmar Lucumí         | Camila López     | Camila López     | Camila López     | Camila López     | Camila López     | Camila López     | Camila López          | Camila López          | Camila López          | Camila López          | Camila López          | Camila López          | Víctor Bobadilla | Víctor Bobadilla | Víctor Bobadilla | Víctor Bobadilla | Víctor Bobadilla | Víctor Bobadilla | Víctor Bobadilla | Víctor Bobadilla | Víctor Bobadilla | Víctor Bobadilla | Víctor Bobadilla | Víctor Bobadilla |
| 24      | Óscar Muñoz            | Óscar Muñoz            | Óscar Muñoz            | Óscar Muñoz            | Óscar Muñoz            | Óscar Muñoz            | Óscar Muñoz            | Óscar Muñoz            | Óscar Muñoz     | Óscar Muñoz     | Óscar Muñoz     | Óscar Muñoz     | Belmer Ospina    | Belmer Ospina    | Belmer Ospina    | Belmer Ospina    | Belmer Ospina    | Belmer Ospina    | Belmer Ospina          | Belmer Ospina          | Belmer Ospina          | Belmer Ospina          | Belmer Ospina          | Belmer Ospina          | Santiago Guarín  | Santiago Guarín  | Santiago Guarín  | Santiago Guarín  | Santiago Guarín  | Santiago Guarín  | Santiago Guarín       | Santiago Guarín       | Santiago Guarín       | Santiago Guarín       | Santiago Guarín       | Santiago Guarín       | Víctor Bobadilla | Víctor Bobadilla | Víctor Bobadilla | Víctor Bobadilla | Víctor Bobadilla | Víctor Bobadilla | Víctor Bobadilla | Víctor Bobadilla | Víctor Bobadilla | Víctor Bobadilla | Víctor Bobadilla | Víctor Bobadilla |
| 25      | 1.er Lugar             | 1.er Lugar             | 1.er Lugar             | 1.er Lugar             | 1.er Lugar             | 1.er Lugar             | 1.er Lugar             | 1.er Lugar             | 1.er Lugar      | 1.er Lugar      | 1.er Lugar      | 1.er Lugar      | 2.do Lugar       | 2.do Lugar       | 2.do Lugar       | 2.do Lugar       | 2.do Lugar       | 2.do Lugar       | 2.do Lugar             | 2.do Lugar             | 2.do Lugar             | 2.do Lugar             | 2.do Lugar             | 2.do Lugar             | 3.er Lugar       | 3.er Lugar       | 3.er Lugar       | 3.er Lugar       | 3.er Lugar       | 3.er Lugar       | 3.er Lugar            | 3.er Lugar            | 3.er Lugar            | 3.er Lugar            | 3.er Lugar            | 3.er Lugar            | 4.to Lugar       | 4.to Lugar       | 4.to Lugar       | 4.to Lugar       | 4.to Lugar       | 4.to Lugar       | 4.to Lugar       | 4.to Lugar       | 4.to Lugar       | 4.to Lugar       | 4.to Lugar       | 4.to Lugar       |
| 25      | Diego Posada           | Diego Posada           | Diego Posada           | Diego Posada           | Diego Posada           | Diego Posada           | Diego Posada           | Diego Posada           | Diego Posada    | Diego Posada    | Diego Posada    | Diego Posada    | Witsmar Lucumí   | Witsmar Lucumí   | Witsmar Lucumí   | Witsmar Lucumí   | Witsmar Lucumí   | Witsmar Lucumí   | Witsmar Lucumí         | Witsmar Lucumí         | Witsmar Lucumí         | Witsmar Lucumí         | Witsmar Lucumí         | Witsmar Lucumí         | Camila López     | Camila López     | Camila López     | Camila López     | Camila López     | Camila López     | Óscar Muñoz           | Óscar Muñoz           | Óscar Muñoz           | Óscar Muñoz           | Óscar Muñoz           | Óscar Muñoz           | Víctor Bobadilla | Víctor Bobadilla | Víctor Bobadilla | Víctor Bobadilla | Víctor Bobadilla | Víctor Bobadilla | Víctor Bobadilla | Víctor Bobadilla | Víctor Bobadilla | Víctor Bobadilla | Víctor Bobadilla | Víctor Bobadilla |
| 25      | Diego Posada           | Diego Posada           | Diego Posada           | Diego Posada           | Diego Posada           | Diego Posada           | Diego Posada           | Diego Posada           | Diego Posada    | Diego Posada    | Diego Posada    | Diego Posada    | Witsmar Lucumí   | Witsmar Lucumí   | Witsmar Lucumí   | Witsmar Lucumí   | Witsmar Lucumí   | Witsmar Lucumí   | Witsmar Lucumí         | Witsmar Lucumí         | Witsmar Lucumí         | Witsmar Lucumí         | Witsmar Lucumí         | Witsmar Lucumí         | Belmer Ospina    |                  |                  |                  |                  |                  |                       |                       |                       |                       |                       |                       | Víctor Bobadilla | Víctor Bobadilla | Víctor Bobadilla | Víctor Bobadilla | Víctor Bobadilla | Víctor Bobadilla | Víctor Bobadilla | Víctor Bobadilla | Víctor Bobadilla | Víctor Bobadilla | Víctor Bobadilla | Víctor Bobadilla |

Notas

### Desafío Regional
Esta prueba fue realizada en el primer episodio, luego del Desafío Territorial. En ella, los 7 equipos en juego se enfrentaban entre sí para reafirmar su cupo en la competencia. Así, en orden de llegada, se iban definiendo los territorios. El último grupo en terminar la prueba, automáticamente quedaba eliminado.
| Etapa 1 | Etapa 1       | Etapa 1       | Etapa 1     | Etapa 1       | Etapa 1      | Etapa 1      | Etapa 1        |
| Semana  | Playa Oro     | Playa Oro     | Playa Plata | Playa Plata   | Playa Bronce | Playa Bronce | Eliminados     |
| Semana  | 1er Lugar     | segundo Lugar | 3er Lugar   | cuarto Lugar  | 5.º Lugar    | 6.º Lugar    | 7.º Lugar      |
| ------- | ------------- | ------------- | ----------- | ------------- | ------------ | ------------ | -------------- |
| 1       | Súper Humanos | Costeños      | Antioqueños | Vallecaucanos | Cachacos     | Cafeteros    | Santandereanos |

### Desafío de Capitanes
Es realizado al final de cada etapa. En esta prueba, los diferentes equipos deben enviar a un representante para que mantenga a su región en la contienda. El primer capitán en lograr el objetivo, se encarga de distribuir a los concursantes del grupo perdedor entre los restantes.
| Etapa 2 | Etapa 2                   | Etapa 2          | Etapa 2                 | Etapa 2                 | Etapa 2                 | Etapa 2                     | Etapa 2                     | Etapa 2                     | Etapa 2                   | Etapa 2                   | Etapa 2                   | Etapa 2                     | Etapa 2                     | Etapa 2                     | Etapa 2                   | Etapa 2                   | Etapa 2                   | Etapa 2                | Etapa 2                | Etapa 2                |
| Semana  | Capitán Ganador           | Región Eliminada | Representante Cafeteros | Representante Cafeteros | Representante Cafeteros | Representante Vallecaucanos | Representante Vallecaucanos | Representante Vallecaucanos | Representante Costeños    | Representante Costeños    | Representante Costeños    | Representante Súper Humanos | Representante Súper Humanos | Representante Súper Humanos | Representante Antioqueños | Representante Antioqueños | Representante Antioqueños | Representante Cachacos | Representante Cachacos | Representante Cachacos |
| ------- | ------------------------- | ---------------- | ----------------------- | ----------------------- | ----------------------- | --------------------------- | --------------------------- | --------------------------- | ------------------------- | ------------------------- | ------------------------- | --------------------------- | --------------------------- | --------------------------- | ------------------------- | ------------------------- | ------------------------- | ---------------------- | ---------------------- | ---------------------- |
| 5       | Óscar Muñoz "El Olímpico" | Cachacos         | Víctor Bobadilla "Rojo" | Víctor Bobadilla "Rojo" | Víctor Bobadilla "Rojo" | Belmer Ospina "Be"          | Belmer Ospina "Be"          | Belmer Ospina "Be"          | Óscar Muñoz "El Olímpico" | Óscar Muñoz "El Olímpico" | Óscar Muñoz "El Olímpico" | Mateo Carvajal              | Mateo Carvajal              | Mateo Carvajal              | Jonathan Betancur "Beta"  | Jonathan Betancur "Beta"  | Jonathan Betancur "Beta"  | Shadi Harb             | Shadi Harb             | Shadi Harb             |
| Etapa 3 |                           |                  |                         |                         |                         |                             |                             |                             |                           |                           |                           |                             |                             |                             |                           |                           |                           |                        |                        |                        |
| Semana  | Capitana Ganadora         | Región Eliminada | Representante Cafeteros | Representante Cafeteros | Representante Cafeteros | Representante Vallecaucanos | Representante Vallecaucanos | Representante Vallecaucanos | Representante Costeños    | Representante Costeños    | Representante Costeños    | Representante Súper Humanos | Representante Súper Humanos | Representante Súper Humanos | Representante Antioqueños | Representante Antioqueños | Representante Antioqueños |                        |                        |                        |
| 9       | Marcela Rozo "Marce"      | Antioqueños      | Manuela Arango "Manu"   | Manuela Arango "Manu"   | Manuela Arango "Manu"   | Karen Cano                  | Karen Cano                  | Karen Cano                  | Marcela Rozo "Marce"      | Marcela Rozo "Marce"      | Marcela Rozo "Marce"      | Camila López                | Camila López                | Camila López                | Valeria Duque             | Valeria Duque             | Valeria Duque             |                        |                        |                        |
| Etapa 4 |                           |                  |                         |                         |                         |                             |                             |                             |                           |                           |                           |                             |                             |                             |                           |                           |                           |                        |                        |                        |
| Semana  | Capitán Ganador           | Región Eliminada | Representante Cafeteros | Representante Cafeteros | Representante Cafeteros | Representante Vallecaucanos | Representante Vallecaucanos | Representante Vallecaucanos | Representante Costeños    | Representante Costeños    | Representante Costeños    | Representante Súper Humanos | Representante Súper Humanos | Representante Súper Humanos |                           |                           |                           |                        |                        |                        |
| 13      | Ricardo Montaño           | Súper Humanos    | Santiago Guarín         | Santiago Guarín         | Santiago Guarín         | Ricardo Montaño             | Ricardo Montaño             | Ricardo Montaño             | David Bedoya "Gato"       | David Bedoya "Gato"       | David Bedoya "Gato"       | Ángel Jesús Arregoces       | Ángel Jesús Arregoces       | Ángel Jesús Arregoces       |                           |                           |                           |                        |                        |                        |
| Etapa 5 |                           |                  |                         |                         |                         |                             |                             |                             |                           |                           |                           |                             |                             |                             |                           |                           |                           |                        |                        |                        |
| Semana  | Capitán Ganador           | Región Eliminada | Representante Cafeteros | Representante Cafeteros | Representante Cafeteros | Representante Vallecaucanos | Representante Vallecaucanos | Representante Vallecaucanos | Representante Costeños    | Representante Costeños    | Representante Costeños    |                             |                             |                             |                           |                           |                           |                        |                        |                        |
| 16      | Witsmar Lucumí            | Costeños         | Witsmar Lucumí          | Witsmar Lucumí          | Witsmar Lucumí          | Yeison López "Gokú"         | Yeison López "Gokú"         | Yeison López "Gokú"         | Kevin Fuentes "Pantera"   | Kevin Fuentes "Pantera"   | Kevin Fuentes "Pantera"   |                             |                             |                             |                           |                           |                           |                        |                        |                        |

### Desafío de Salvación
Se realiza luego del Desafío Territorial. En éste, los grupos deben competir en diferentes llaves conformadas por varios equipos. El ganador de cada una de éstas queda inmune de ser eliminado, y debe sentenciar al Desafío a Muerte a uno de los perdedores de su misma llave.
| Etapa 2 | Etapa 2       | Etapa 2       | Etapa 2       | Etapa 2       | Etapa 2       | Etapa 2       | Etapa 2       | Etapa 2       | Etapa 2       | Etapa 2       | Etapa 2       | Etapa 2       | Etapa 2       | Etapa 2       | Etapa 2       | Etapa 2       | Etapa 2       | Etapa 2       |
| Semana  | Ganadores     | Ganadores     | Ganadores     | Ganadores     | Ganadores     | Ganadores     | Salvados      | Salvados      | Salvados      | Salvados      | Salvados      | Salvados      | Perdedores    | Perdedores    | Perdedores    | Perdedores    | Perdedores    | Perdedores    |
| ------- | ------------- | ------------- | ------------- | ------------- | ------------- | ------------- | ------------- | ------------- | ------------- | ------------- | ------------- | ------------- | ------------- | ------------- | ------------- | ------------- | ------------- | ------------- |
| 1       | Cachacos      | Cachacos      | Cachacos      | Vallecaucanos | Vallecaucanos | Vallecaucanos | Antioqueños   | Antioqueños   | Antioqueños   | Cafeteros     | Cafeteros     | Cafeteros     | Súper Humanos | Súper Humanos | Súper Humanos | Costeños      | Costeños      | Costeños      |
| 2       | Costeños      | Costeños      | Cachacos      | Cachacos      | Súper Humanos | Súper Humanos | Cafeteros     | Cafeteros     | Cafeteros     | Cafeteros     | Cafeteros     | Cafeteros     | Antioqueños   | Antioqueños   | Antioqueños   | Vallecaucanos | Vallecaucanos | Vallecaucanos |
| 3       | Cachacos      | Cachacos      | Cachacos      | Súper Humanos | Súper Humanos | Súper Humanos | Antioqueños   | Antioqueños   | Antioqueños   | Costeños      | Costeños      | Costeños      | Vallecaucanos | Vallecaucanos | Vallecaucanos | Cafeteros     | Cafeteros     | Cafeteros     |
| 4       | Cachacos      | Cachacos      | Cachacos      | Vallecaucanos | Vallecaucanos | Vallecaucanos | Costeños      | Costeños      | Costeños      | Súper Humanos | Súper Humanos | Súper Humanos | Antioqueños   | Antioqueños   | Antioqueños   | Cafeteros     | Cafeteros     | Cafeteros     |
| Etapa 3 |               |               |               |               |               |               |               |               |               |               |               |               |               |               |               |               |               |               |
| Semana  | Ganadores     | Ganadores     | Ganadores     | Ganadores     | Ganadores     | Ganadores     | Salvados      | Salvados      | Salvados      | Salvados      | Salvados      | Salvados      | Perdedores    | Perdedores    | Perdedores    | Perdedores    | Perdedores    | Perdedores    |
| 5       | Cafeteros     | Cafeteros     | Cafeteros     | Vallecaucanos | Vallecaucanos | Vallecaucanos | Súper Humanos | Súper Humanos | Súper Humanos | Súper Humanos | Súper Humanos | Súper Humanos | Antioqueños   | Antioqueños   | Antioqueños   | Costeños      | Costeños      | Costeños      |
| 6       | Costeños      | Costeños      | Costeños      | Cafeteros     | Cafeteros     | Cafeteros     | Antioqueños   | Antioqueños   | Antioqueños   | Antioqueños   | Antioqueños   | Antioqueños   | Vallecaucanos | Vallecaucanos | Vallecaucanos | Súper Humanos | Súper Humanos | Súper Humanos |
| 7       | Súper Humanos | Súper Humanos | Súper Humanos | Antioqueños   | Antioqueños   | Antioqueños   | Vallecaucanos | Vallecaucanos | Vallecaucanos | Vallecaucanos | Vallecaucanos | Vallecaucanos | Costeños      | Costeños      | Costeños      | Cafeteros     | Cafeteros     | Cafeteros     |
| 8       | Antioqueños   | Antioqueños   | Antioqueños   | Súper Humanos | Súper Humanos | Súper Humanos | Vallecaucanos | Vallecaucanos | Vallecaucanos | Vallecaucanos | Vallecaucanos | Vallecaucanos | Cafeteros     | Cafeteros     | Cafeteros     | Costeños      | Costeños      | Costeños      |
| Etapa 4 |               |               |               |               |               |               |               |               |               |               |               |               |               |               |               |               |               |               |
| Semana  | Ganadores     | Ganadores     | Ganadores     | Ganadores     | Ganadores     | Ganadores     | Perdedores    | Perdedores    | Perdedores    | Perdedores    | Perdedores    | Perdedores    | Perdedores    | Perdedores    | Perdedores    | Perdedores    | Perdedores    | Perdedores    |
| 9       | Vallecaucanos | Vallecaucanos | Vallecaucanos | Vallecaucanos | Vallecaucanos | Vallecaucanos | Súper Humanos | Súper Humanos | Súper Humanos | Súper Humanos | Cafeteros     | Cafeteros     | Cafeteros     | Cafeteros     | Costeños      | Costeños      | Costeños      | Costeños      |
| 10      | Costeños      | Costeños      | Costeños      | Costeños      | Costeños      | Costeños      | Súper Humanos | Súper Humanos | Súper Humanos | Súper Humanos | Vallecaucanos | Vallecaucanos | Vallecaucanos | Vallecaucanos | Cafeteros     | Cafeteros     | Cafeteros     | Cafeteros     |
| 11      | Costeños      | Costeños      | Costeños      | Costeños      | Costeños      | Costeños      | Súper Humanos | Súper Humanos | Súper Humanos | Súper Humanos | Vallecaucanos | Vallecaucanos | Vallecaucanos | Vallecaucanos | Cafeteros     | Cafeteros     | Cafeteros     | Cafeteros     |
| 12      | Cafeteros     | Cafeteros     | Cafeteros     | Cafeteros     | Cafeteros     | Cafeteros     | Súper Humanos | Súper Humanos | Súper Humanos | Súper Humanos | Vallecaucanos | Vallecaucanos | Vallecaucanos | Vallecaucanos | Costeños      | Costeños      | Costeños      | Costeños      |
| Etapa 5 |               |               |               |               |               |               |               |               |               |               |               |               |               |               |               |               |               |               |
| Semana  | Ganadores     | Ganadores     | Ganadores     | Ganadores     | Ganadores     | Ganadores     | Perdedores    | Perdedores    | Perdedores    | Perdedores    | Perdedores    | Perdedores    | Perdedores    | Perdedores    | Perdedores    | Perdedores    | Perdedores    | Perdedores    |
| 13      | Cafeteros     | Cafeteros     | Cafeteros     | Cafeteros     | Cafeteros     | Cafeteros     | Vallecaucanos | Vallecaucanos | Vallecaucanos | Vallecaucanos | Vallecaucanos | Vallecaucanos | Costeños      | Costeños      | Costeños      | Costeños      | Costeños      | Costeños      |
| 14      | Costeños      | Costeños      | Costeños      | Costeños      | Costeños      | Costeños      | Vallecaucanos | Vallecaucanos | Vallecaucanos | Vallecaucanos | Vallecaucanos | Vallecaucanos | Cafeteros     | Cafeteros     | Cafeteros     | Cafeteros     | Cafeteros     | Cafeteros     |
| 15      | Cafeteros     | Cafeteros     | Cafeteros     | Cafeteros     | Cafeteros     | Cafeteros     | Costeños      | Costeños      | Costeños      | Costeños      | Costeños      | Costeños      | Vallecaucanos | Vallecaucanos | Vallecaucanos | Vallecaucanos | Vallecaucanos | Vallecaucanos |
| Etapa 6 |               |               |               |               |               |               |               |               |               |               |               |               |               |               |               |               |               |               |
| Semana  | Ganadores     | Ganadores     | Ganadores     | Ganadores     | Ganadores     | Ganadores     | Ganadores     | Ganadores     | Ganadores     | Perdedores    | Perdedores    | Perdedores    | Perdedores    | Perdedores    | Perdedores    | Perdedores    | Perdedores    | Perdedores    |
| 16      | Cafeteros     | Cafeteros     | Cafeteros     | Cafeteros     | Cafeteros     | Cafeteros     | Cafeteros     | Cafeteros     | Cafeteros     | Vallecaucanos | Vallecaucanos | Vallecaucanos | Vallecaucanos | Vallecaucanos | Vallecaucanos | Vallecaucanos | Vallecaucanos | Vallecaucanos |
| 17      | Cafeteros     | Cafeteros     | Cafeteros     | Cafeteros     | Cafeteros     | Cafeteros     | Cafeteros     | Cafeteros     | Cafeteros     | Vallecaucanos | Vallecaucanos | Vallecaucanos | Vallecaucanos | Vallecaucanos | Vallecaucanos | Vallecaucanos | Vallecaucanos | Vallecaucanos |
| 18      | Cafeteros     | Cafeteros     | Cafeteros     | Cafeteros     | Cafeteros     | Cafeteros     | Cafeteros     | Cafeteros     | Cafeteros     | Vallecaucanos | Vallecaucanos | Vallecaucanos | Vallecaucanos | Vallecaucanos | Vallecaucanos | Vallecaucanos | Vallecaucanos | Vallecaucanos |

Fusión
A partir de la fusión los dos ganadores del desafío de salvación tienen el derecho de sentenciar a cualquiera de los participantes en competencia, además, el vencedor del desafío a muerte podrá imponer a cualquiera de los participantes un chaleco de cadenas de hierro que pesa 20 kilos que tendrá que utilizar durante toda la prueba.
| Etapa 7 | Etapa 7          | Etapa 7          | Etapa 7          | Etapa 7        | Etapa 7        | Etapa 7        | Etapa 7          | Etapa 7          | Etapa 7          | Etapa 7          | Etapa 7                | Etapa 7                | Etapa 7                | Etapa 7                     | Etapa 7                     | Etapa 7                     | Etapa 7                     | Etapa 7                     |                             |
| ------- | ---------------- | ---------------- | ---------------- | -------------- | -------------- | -------------- | ---------------- | ---------------- | ---------------- | ---------------- | ---------------------- | ---------------------- | ---------------------- | --------------------------- | --------------------------- | --------------------------- | --------------------------- | --------------------------- | --------------------------- |
| Semana  | Ganadores        | Ganadores        | Ganadores        | Ganadores      | Ganadores      | Ganadores      | Sentenciados     | Sentenciados     | Sentenciados     | Sentenciados     | Sentenciados           | Sentenciados           | Sentenciados           | Participante con el Chaleco | Participante con el Chaleco | Participante con el Chaleco | Participante con el Chaleco | Participante con el Chaleco | Participante con el Chaleco |
| 19      | Shadi Harb       | Shadi Harb       | Shadi Harb       | Óscar Muñoz    | Óscar Muñoz    | Óscar Muñoz    | Ricardo Montaño  | Ricardo Montaño  | Ricardo Montaño  | Ricardo Montaño  | Belmer Ospina          | Belmer Ospina          | Belmer Ospina          |                             |                             |                             |                             |                             |                             |
| 20      | Witsmar Lucumí   | Witsmar Lucumí   | Witsmar Lucumí   | Diego Posada   | Diego Posada   | Diego Posada   | Kevin Fuentes    | Kevin Fuentes    | Kevin Fuentes    | Kevin Fuentes    | María Cristina Vergara | María Cristina Vergara | María Cristina Vergara | Witsmar Lucumí              | Witsmar Lucumí              | Witsmar Lucumí              |                             |                             |                             |
| 21      | Víctor Bobadilla | Víctor Bobadilla | Víctor Bobadilla | Belmer Ospina  | Belmer Ospina  | Belmer Ospina  | Óscar Muñoz      | Óscar Muñoz      | Óscar Muñoz      | Óscar Muñoz      | Marisol Chaparro       | Marisol Chaparro       | Marisol Chaparro       | David Bedoya                | David Bedoya                | David Bedoya                |                             |                             |                             |
| 22      | Belmer Ospina    | Belmer Ospina    | Belmer Ospina    | Óscar Muñoz    | Óscar Muñoz    | Óscar Muñoz    | Santiago Guarín  | Santiago Guarín  | Santiago Guarín  | Santiago Guarín  | Víctor Bobadilla       | Víctor Bobadilla       | Víctor Bobadilla       | Shadi Harb                  | Shadi Harb                  | Shadi Harb                  |                             |                             |                             |
| 23      | Óscar Muñoz      | Óscar Muñoz      | Óscar Muñoz      | Witsmar Lucumí | Witsmar Lucumí | Witsmar Lucumí | Shadi Harb       | Shadi Harb       | Shadi Harb       | Shadi Harb       | Shadi Harb             | Shadi Harb             | Shadi Harb             |                             |                             |                             |                             |                             |                             |
| 24      | Belmer Ospina    | Belmer Ospina    | Belmer Ospina    | Diego Posada   | Diego Posada   | Diego Posada   | Víctor Bobadilla | Víctor Bobadilla | Víctor Bobadilla | Víctor Bobadilla | Camila López           | Camila López           | Camila López           | Belmer Ospina               | Belmer Ospina               | Belmer Ospina               |                             |                             |                             |
| 25      | Witsmar Lucumí   | Witsmar Lucumí   | Witsmar Lucumí   | Óscar Muñoz    | Óscar Muñoz    | Óscar Muñoz    |                  |                  |                  |                  |                        |                        |                        | Diego Posada                | Diego Posada                | Diego Posada                |                             |                             |                             |

#### Mensaje de casa
Desde la cuarta etapa, a uno de los participantes de los equipos ganadores del desafío de salvación se les da el privilegio de poder recibir un mensaje desde casa. El mismo equipo debe escoger al participante que recibirá este beneficio.
| Etapa 4 | Etapa 4                | Etapa 4                | Etapa 4         |
| Semana  | Participante           | Participante           | Tipo de Mensaje |
| ------- | ---------------------- | ---------------------- | --------------- |
| 9       | Mónica Henao           | Mónica Henao           | Carta           |
| 10      | Óscar Muñoz            | Óscar Muñoz            | Carta           |
| 11      | Kevin Fuentes          | Kevin Fuentes          | Carta           |
| 12      | Manuela Arango         | Manuela Arango         | Carta           |
| Etapa 5 |                        |                        |                 |
| 13      | Marisol Chaparro       | Marisol Chaparro       | Carta           |
| 14      | María Cristina Vergara | María Cristina Vergara | Carta           |
| 15      | Witsmar Lucumí         | Witsmar Lucumí         | Carta           |
| Etapa 6 |                        |                        |                 |
| 16      | Camila López           | Camila López           | Carta           |
| 17      | Shadi Harb             | Shadi Harb             | Carta           |
| 18      | Santiago Guarín        | Santiago Guarín        | Carta           |
| Etapa 7 |                        |                        |                 |
| 19      | Shadi Harb             | Óscar Muñoz            | Vídeo           |
| 20      | Witsmar Lucumí         | Diego Posada           | Vídeo           |
| 21      | Víctor Bobadilla       | Belmer Ospina          | Vídeo y Carta   |
| 22      | Belmer Ospina          | Óscar Muñoz            | Llamada         |
| 23      | Óscar Muñoz            | Witsmar Lucumí         | Llamada         |
| 24      | Belmer Ospina          | Diego Posada           | Llamada         |

Por otra parte, algunos de los participantes que se encuentran en Playa Infierno y que han permanecido un tiempo considerable allí, también tienen la posibilidad de recibir un mensaje desde Colombia con noticias de sus familiares y amigos.
| Etapa 2 | Etapa 2        | Etapa 2            | Etapa 2         |
| Semana  | Participante   | Participante       | Tipo de Mensaje |
| ------- | -------------- | ------------------ | --------------- |
| 2       | Mike Wilches   | Mike Wilches       | Carta           |
| Etapa 4 |                |                    |                 |
| 10      | Daniela Lozano | David Trujillo     | Carta           |
| Etapa 5 |                |                    |                 |
| 14      | David Trujillo | Karoline Rodríguez | Carta           |
| Etapa 6 |                |                    |                 |
| 18      | David Trujillo | Marcela Rozo       | Carta           |

## Eliminación

### Juicio
A partir de la Etapa 6 el equipo o participantes perdedores del desafío de salvación, mediante un juicio, determinan quien de sus compañeros será el tercer sentenciado al desafío a muerte.
El Primer sentenciado lo determina el equipo ganador. El segundo sentenciado lo determina el primer sentenciado. El tercer sentenciado se elige mediante un juicio de votos, todos votan por un compañero menos el primer sentenciado. En la semana 18 se sigue la misma mecánica. Sin embargo, a los tres sentenciados se le suman al Desafío a Muerte los 2 participantes que fueron Desterrados y lograron llegar hasta esta instancia para poder obtener uno de los dos cupos para ingresar a Fusión.
|                      |                      |                      |                      |                      |                      |                      |                      |                      |                      |                      |                      | El Olímpico          |                  |              |                | Be               | Manu            | Shadi          | Rojo           | Shadi              | Santiago           |  |  |  |  |  |  |  |
|                      |                      |                      |                      |                      |                      |                      |                      |                      |                      |                      |                      | Be                   | Macris           | Gato         | Macris         | Rojo             | Manu            | Marisol        | Santiago       | Santiago           | Rojo               |  |  |  |  |  |  |  |
|                      |                      |                      |                      |                      |                      |                      |                      |                      |                      |                      |                      | Diego                |                  |              |                | Ángel            | Macris          | Gato           | Manu           | Santiago           | Camila             |  |  |  |  |  |  |  |
|                      |                      |                      |                      |                      |                      |                      |                      |                      |                      |                      |                      | Lucumí               |                  |              |                | Ángel            | Pantera         | Gato           | Manu           | Shadi              | Santiago           |  |  |  |  |  |  |  |
|                      |                      |                      |                      |                      |                      |                      |                      |                      |                      |                      |                      | Rojo                 |                  |              |                | Ángel            | Be              | El Olímpico    | Manu           |                    | Lucumí             |  |  |  |  |  |  |  |
|                      |                      |                      |                      |                      |                      |                      |                      |                      |                      |                      |                      | Camila               |                  |              |                | Ángel            | Gato            | Gato           | Shadi          | Santiago           | Santiago           |  |  |  |  |  |  |  |
|                      |                      |                      |                      |                      |                      |                      |                      |                      |                      |                      |                      | Santiago             |                  |              |                | Ángel            | Be              | Gato           | Shadi          | Be                 | Lucumí             |  |  |  |  |  |  |  |
|                      |                      |                      |                      |                      |                      |                      |                      |                      |                      |                      |                      | Shadi                |                  |              |                | Ricardo          | Manu            | Gato           | Manu           | Santiago           |                    |  |  |  |  |  |  |  |
|                      |                      |                      |                      |                      |                      |                      |                      |                      |                      |                      |                      | Manu                 |                  |              |                | Ángel            | Be              | Gato           | Shadi          |                    |                    |  |  |  |  |  |  |  |
|                      |                      |                      |                      |                      |                      |                      |                      |                      |                      |                      |                      | Gato                 | Karen            | Be           | Gokú           | Camila           | Manu            | Shadi          |                |                    |                    |  |  |  |  |  |  |  |
|                      |                      |                      |                      |                      |                      |                      |                      |                      |                      |                      |                      | Marisol              |                  |              |                | Ángel            | Manu            | Gato           |                |                    |                    |  |  |  |  |  |  |  |
|                      |                      |                      |                      |                      |                      |                      |                      |                      |                      |                      |                      | Macris               | Gokú             | Be           | Gokú           | Gato             | Shadi           |                |                |                    |                    |  |  |  |  |  |  |  |
|                      |                      |                      |                      |                      |                      |                      |                      |                      |                      |                      |                      | Pantera              | Gokú             | Be           | Gokú           | Camila           | Manu            |                |                |                    |                    |  |  |  |  |  |  |  |
|                      |                      |                      |                      |                      |                      |                      |                      |                      |                      |                      |                      | Ángel                | Marce            | Marce        | Gato           | Rojo             |                 |                |                |                    |                    |  |  |  |  |  |  |  |
|                      |                      |                      |                      |                      |                      |                      |                      |                      |                      |                      |                      | Ricardo              | Macris           | Gato         | Macris         | Rojo             |                 |                |                |                    |                    |  |  |  |  |  |  |  |
|                      |                      |                      |                      |                      |                      |                      |                      |                      |                      |                      |                      | David                |                  |              |                |                  |                 |                |                |                    |                    |  |  |  |  |  |  |  |
|                      |                      |                      |                      |                      |                      |                      |                      |                      |                      |                      |                      | Gokú                 | Macris           | Gato         | Macris         |                  |                 |                |                |                    |                    |  |  |  |  |  |  |  |
|                      |                      |                      |                      |                      |                      |                      |                      |                      |                      |                      |                      | Marce                | Gokú             | Be           |                |                  |                 |                |                |                    |                    |  |  |  |  |  |  |  |
|                      |                      |                      |                      |                      |                      |                      |                      |                      |                      |                      |                      | Sin                  |                  |              |                |                  |                 |                |                |                    |                    |  |  |  |  |  |  |  |
|                      |                      |                      |                      |                      |                      |                      |                      |                      |                      |                      |                      | Karen                | Macris           |              |                |                  |                 |                |                |                    |                    |  |  |  |  |  |  |  |
| Primer Sentenciado:  | Primer Sentenciado:  | Primer Sentenciado:  | Primer Sentenciado:  | Primer Sentenciado:  | Primer Sentenciado:  | Primer Sentenciado:  | Primer Sentenciado:  | Primer Sentenciado:  | Primer Sentenciado:  | Primer Sentenciado:  | Primer Sentenciado:  | Primer Sentenciado:  | Gato             | Ángel        | Ángel          | Ricardo          | Pantera         | El Olímpico    | Santiago       | Rojo               | Rojo               |  |  |  |  |  |  |  |
| Segundo Sentenciado: | Segundo Sentenciado: | Segundo Sentenciado: | Segundo Sentenciado: | Segundo Sentenciado: | Segundo Sentenciado: | Segundo Sentenciado: | Segundo Sentenciado: | Segundo Sentenciado: | Segundo Sentenciado: | Segundo Sentenciado: | Segundo Sentenciado: | Segundo Sentenciado: | Karen            | Marce        | Gato           | Be               | Macris          | Marisol        | Rojo           | Shadi              | Camila             |  |  |  |  |  |  |  |
| Tercer Sentenciado:  | Tercer Sentenciado:  | Tercer Sentenciado:  | Tercer Sentenciado:  | Tercer Sentenciado:  | Tercer Sentenciado:  | Tercer Sentenciado:  | Tercer Sentenciado:  | Tercer Sentenciado:  | Tercer Sentenciado:  | Tercer Sentenciado:  | Tercer Sentenciado:  | Tercer Sentenciado:  | Macris 4/8 votos | Be 4/7 votos | Gokú 3/6 votos | Ángel 7/13 votos | Manu 6/11 votos | Gato 7/9 votos | Manu 4/7 votos | Santiago 4/5 votos | Santiago 3/5 votos |  |  |  |  |  |  |  |
| Desterrado:          | Desterrado:          | Desterrado:          | Desterrado:          | Desterrado:          | Desterrado:          | Desterrado:          | Desterrado:          | Desterrado:          | Desterrado:          | Desterrado:          | Desterrado:          | Desterrado:          |                  |              | David          |                  |                 |                |                |                    |                    |  |  |  |  |  |  |  |
| Desterrado:          | Desterrado:          | Desterrado:          | Desterrado:          | Desterrado:          | Desterrado:          | Desterrado:          | Desterrado:          | Desterrado:          | Desterrado:          | Desterrado:          | Desterrado:          | Desterrado:          |                  |              | Marce          |                  |                 |                |                |                    |                    |  |  |  |  |  |  |  |
| Eliminado:           | Eliminado:           | Eliminado:           | Eliminado:           | Eliminado:           | Eliminado:           | Eliminado:           | Eliminado:           | Eliminado:           | Eliminado:           | Eliminado:           | Eliminado:           | Eliminado:           | Karen            | Marce        | Gokú           | Ángel            | Macris          | Gato           | Manu           | Shadi              | Santiago           |  |  |  |  |  |  |  |
| Eliminado:           | Eliminado:           | Eliminado:           | Eliminado:           | Eliminado:           | Eliminado:           | Eliminado:           | Eliminado:           | Eliminado:           | Eliminado:           | Eliminado:           | Eliminado:           | Eliminado:           | Karen            | Marce        | Marce          | Ángel            | Macris          | Gato           | Manu           | Shadi              | Santiago           |  |  |  |  |  |  |  |
| Eliminado:           | Eliminado:           | Eliminado:           | Eliminado:           | Eliminado:           | Eliminado:           | Eliminado:           | Eliminado:           | Eliminado:           | Eliminado:           | Eliminado:           | Eliminado:           | Eliminado:           | Karen            | Marce        | David          | Ricardo          | Pantera         | Marisol        | Manu           | Shadi              | Santiago           |  |  |  |  |  |  |  |

Notas
1. ↑  Rojo fue sentenciado al infringir una de las reglas principales del juego, lo cual lo eximió del Desafío de Salvación y, por tanto, del juicio al Desafío a Muerte.
2. ↑  Un Cara o sello fue el encargado de desempatar entre Gokú y Macris. Gokú salió perdedor.

### Desafío a Muerte
Es realizado al final de la semana. En esta prueba se enfrentan los equipos sentenciados con anterioridad. Los participantes compiten individualmente divididos por géneros, con objetivo de reafirmar su lugar en la competencia. Al final de la competencia, son dos los eliminados, un hombre y una mujer.

#### Primera Fase
Durante esta fase, los grupos sentenciados luego del Desafío de Salvación, competían divididos por género, dejando como saldo 2 eliminados, un hombre y una mujer. Durante las primeras etapas, los ganadores de este desafío tenían la posibilidad de rescatar a uno de los dos perdedores.
| Etapa 2 | Etapa 2      | Etapa 2      | Etapa 2      | Etapa 2      | Etapa 2      | Etapa 2      | Etapa 2      | Etapa 2      | Etapa 2      | Etapa 2      | Etapa 2      | Etapa 2      | Etapa 2      | Etapa 2      | Etapa 2      | Etapa 2      | Etapa 2      | Etapa 2      | Etapa 2      | Etapa 2      | Etapa 2      | Etapa 2      | Etapa 2      | Etapa 2      | Etapa 2      | Etapa 2     | Etapa 2   | Etapa 2  | Etapa 2  | Etapa 2  | Etapa 2  | Etapa 2                       | Etapa 2                       | Etapa 2                       | Etapa 2      | Etapa 2     | Etapa 2     |
| ------- | ------------ | ------------ | ------------ | ------------ | ------------ | ------------ | ------------ | ------------ | ------------ | ------------ | ------------ | ------------ | ------------ | ------------ | ------------ | ------------ | ------------ | ------------ | ------------ | ------------ | ------------ | ------------ | ------------ | ------------ | ------------ | ----------- | --------- | -------- | -------- | -------- | -------- | ----------------------------- | ----------------------------- | ----------------------------- | ------------ | ----------- | ----------- |
| Semana  | Sentenciados | Sentenciados | Sentenciados | Sentenciados | Sentenciados | Sentenciados | Sentenciados | Sentenciados | Sentenciados | Sentenciados | Sentenciados | Sentenciados | Sentenciados | Sentenciados | Sentenciados | Sentenciados | Sentenciados | Sentenciados | Sentenciados | Sentenciados | Sentenciados | Sentenciados | Sentenciados | Sentenciados | Sentenciados |             | Ganador/a | 2° Lugar | 3° Lugar | 4° Lugar | 5° Lugar | 6° Lugar                      | 6° Lugar                      |                               | Eliminado/a  | Eliminado/a | Eliminado/a |
| 1       | Ángel        | Ángel        | Ángel        | Ángel        | Mateo        | Mateo        | Mateo        | Mateo        | Óscar        | Óscar        | Óscar        | Óscar        |              | El Olímpico  | El Olímpico  | El Olímpico  | El Olímpico  | Pantera      | Pantera      | Pantera      | Pantera      | Mike         | Mike         | Mike         | Mike         | El Olímpico | Óscar     | Mateo    | Ángel    | Pantera  | Mike     | Mike                          | Mike Wilches                  | Mike Wilches                  | Mike Wilches |             |             |
| 1       | Camila       | Camila       | Camila       | Camila       | Andrea       | Andrea       | Andrea       | Andrea       | Karoline     | Karoline     | Karoline     | Karoline     | Mafe         | Mafe         | Mafe         | Mafe         | Mulata       | Mulata       | Mulata       | Mulata       | Macris       | Macris       | Macris       | Macris       | Camila       | Andrea      | Karoline  | Macris   | Mulata   | Mafe     | Mafe     | María Fernanda Aguilar “Mafe” | María Fernanda Aguilar “Mafe” | María Fernanda Aguilar “Mafe” |              |             |             |
| 2       | Be           | Be           | Be           | Be           | Gokú         | Gokú         | Gokú         | Gokú         | Ricardo      | Ricardo      | Ricardo      | Ricardo      | David        | David        | David        | David        | Diego        | Diego        | Diego        | Diego        | Beta         | Beta         | Beta         | Beta         | Gokú         | Diego       | David     | Beta     | Ricardo  | Be       | Be       | Belmer Ospina “Be”            | Belmer Ospina “Be”            | Belmer Ospina “Be”            |              |             |             |
| 2       | Mónica       | Mónica       | Mónica       | Mónica       | Crespa       | Crespa       | Crespa       | Crespa       | Karen        | Karen        | Karen        | Karen        | Lau          | Lau          | Lau          | Lau          | Valeria      | Valeria      | Valeria      | Valeria      | Shirley      | Shirley      | Shirley      | Shirley      | Karen        | Valeria     | Mónica    | Crespa   | Lau      | Shirley  | Shirley  | Shirley Atehortúa             | Shirley Atehortúa             | Shirley Atehortúa             |              |             |             |
| 3       | Mauricio     | Mauricio     | Mauricio     | Mauricio     | Santiago     | Santiago     | Santiago     | Santiago     | Rojo         | Rojo         | Rojo         | Rojo         | Be           | Be           | Be           | Be           | Gokú         | Gokú         | Gokú         | Gokú         | Ricardo      | Ricardo      | Ricardo      | Ricardo      | Ricardo      | Be          | Gokú      | Mauricio | Rojo     | Santiago | Santiago | Santiago Guarín               | Santiago Guarín               | Santiago Guarín               |              |             |             |
| 3       | Manu         | Manu         | Manu         | Manu         | Violeta      | Violeta      | Violeta      | Violeta      | Laura        | Laura        | Laura        | Laura        | Mónica       | Mónica       | Mónica       | Mónica       | Crespa       | Crespa       | Crespa       | Crespa       | Karen        | Karen        | Karen        | Karen        | Karen        | Violeta     | Mónica    | Manu     | Crespa   | Laura    | Laura    | Laura Suárez                  | Laura Suárez                  | Laura Suárez                  |              |             |             |
| 4       | David        | David        | David        | David        | Diego        | Diego        | Diego        | Diego        | Beta         | Beta         | Beta         | Beta         | Mauricio     | Mauricio     | Mauricio     | Mauricio     | Santiago     | Santiago     | Santiago     | Santiago     | Rojo         | Rojo         | Rojo         | Rojo         | Santiago     | Beta        | Mauricio  | Rojo     | Diego    | David    | David    | David Trujillo                | David Trujillo                | David Trujillo                |              |             |             |
| 4       | Lau          | Lau          | Lau          | Lau          | Lau          | Lau          | Valeria      | Valeria      | Valeria      | Valeria      | Valeria      | Valeria      | Violeta      | Violeta      | Violeta      | Violeta      | Violeta      | Violeta      | Manu         | Manu         | Manu         | Manu         | Manu         | Manu         | Manu         | Lau         | Valeria   | Violeta  |          |          |          | Violeta Struvay               | Violeta Struvay               | Violeta Struvay               |              |             |             |
| Etapa 3 |              |              |              |              |              |              |              |              |              |              |              |              |              |              |              |              |              |              |              |              |              |              |              |              |              |             |           |          |          |          |          |                               |                               |                               |              |             |             |
| Semana  | Sentenciados | Sentenciados | Sentenciados | Sentenciados | Sentenciados | Sentenciados | Sentenciados | Sentenciados | Sentenciados | Sentenciados | Sentenciados | Sentenciados | Sentenciados | Sentenciados | Sentenciados | Sentenciados | Sentenciados | Sentenciados | Sentenciados | Sentenciados | Sentenciados | Sentenciados | Sentenciados | Sentenciados | Sentenciados |             | Ganador/a | 2° Lugar | 3° Lugar | 4° Lugar | 5° Lugar | 6° Lugar                      | 7° Lugar                      |                               | Eliminado/a  | Eliminado/a | Eliminado/a |
| 5       | Beta         | Beta         | Beta         | Beta         | Diego        | Diego        | Diego        | Diego        | Shadi        | Shadi        | Shadi        | Shadi        |              | El Olímpico  | El Olímpico  | El Olímpico  | Pantera      | Pantera      | Pantera      | Fabián       | Fabián       | Fabián       | Gato         | Gato         | Gato         | El Olímpico | Gato      | Shadi    | Beta     | Diego    | Pantera  | Fabián                        | Fabián Gómez                  | Fabián Gómez                  | Fabián Gómez |             |             |
| 5       | Lau          | Lau          | Lau          | Lau          | Valeria      | Valeria      | Valeria      | Valeria      | Marisol      | Marisol      | Marisol      | Marisol      | Macris       | Macris       | Macris       | Macris       | Sin          | Sin          | Sin          | Sin          | Marce        | Marce        | Marce        | Marce        | Marce        | Valeria     | Lau       | Macris   | Sin      | Marisol  |          | Marisol Chaparro              | Marisol Chaparro              | Marisol Chaparro              |              |             |             |
| 6       | Be           | Be           | Be           | Be           | Gokú         | Gokú         | Gokú         | Gokú         | Ricardo      | Ricardo      | Ricardo      | Ricardo      | Ángel        | Ángel        | Ángel        | Ángel        | Mateo        | Mateo        | Mateo        | Mateo        | Óscar        | Óscar        | Óscar        | Óscar        | Óscar        | Mateo       | Be        | Gokú     | Ricardo  | Ángel    |          | Ángel Jesús Arregoces         | Ángel Jesús Arregoces         | Ángel Jesús Arregoces         |              |             |             |
| 6       | Mónica       | Mónica       | Mónica       | Mónica       | Crespa       | Crespa       | Crespa       | Crespa       | Karen        | Karen        | Karen        | Karen        | Camila       | Camila       | Camila       | Camila       | Andrea       | Andrea       | Andrea       | Andrea       | Karoline     | Karoline     | Karoline     | Karoline     | Andrea       | Camila      | Karoline  | Karen    | Mónica   | Crespa   |          | Daniela Lozano “La Crespa”    | Daniela Lozano “La Crespa”    | Daniela Lozano “La Crespa”    |              |             |             |
| 7       | El Olímpico  | El Olímpico  | El Olímpico  | El Olímpico  | Pantera      | Pantera      | Pantera      | Pantera      | Gato         | Gato         | Gato         | Gato         | Mauricio     | Mauricio     | Mauricio     | Rojo         | Rojo         | Rojo         | Santiago     | Santiago     | Santiago     | Lucumí       | Lucumí       | Lucumí       | El Olímpico  | Lucumí      | Pantera   | Gato     | Rojo     | Mauricio | Santiago | Santiago Guarín               | Santiago Guarín               | Santiago Guarín               |              |             |             |
| 7       | Macris       | Macris       | Macris       | Macris       | Sin          | Sin          | Sin          | Sin          | Marce        | Marce        | Marce        | Marce        | Violeta      | Violeta      | Violeta      | Violeta      | Violeta      | Violeta      | Manu         | Manu         | Manu         | Manu         | Manu         | Manu         | Manu         | Macris      | Marce     | Sin      | Violeta  |          |          | Violeta Struvay               | Violeta Struvay               | Violeta Struvay               |              |             |             |
| 8       | Mauricio     | Mauricio     | Mauricio     | Rojo         | Rojo         | Rojo         | Santiago     | Santiago     | Santiago     | Lucumí       | Lucumí       | Lucumí       | El Olímpico  | El Olímpico  | El Olímpico  | El Olímpico  | Pantera      | Pantera      | Pantera      | Pantera      | Gato         | Gato         | Gato         | Gato         | El Olímpico  | Gato        | Pantera   | Lucumí   | Rojo     | Santiago | Mauricio | Mauricio Giraldo              | Mauricio Giraldo              | Mauricio Giraldo              |              |             |             |
| 8       | Manu         | Manu         | Manu         | Manu         | Manu         | Manu         | Manu         | Manu         | Manu         | Manu         | Manu         | Manu         | Macris       | Macris       | Macris       | Macris       | Sin          | Sin          | Sin          | Sin          | Marce        | Marce        | Marce        | Marce        | Marce        | Manu        | Macris    | Sin      |          |          |          | Laura Sin                     | Laura Sin                     | Laura Sin                     |              |             |             |

#### Segunda Fase
En esta fase y durante la Etapa 4, los equipos perdedores del Desafío de Salvación no competirán de forma general, sino que tendrán que enviar a uno de los integrantes de su mismo grupo al Desafío a Muerte.
Desde la Etapa 5, el equipo ganador del Desafío de Salvación deberá decidir cuál de los equipos restantes enviará a dos de sus integrantes al Desafío a Muerte.
| Etapa 4 | Etapa 4                   | Etapa 4                   | Etapa 4                   | Etapa 4                   | Etapa 4                   | Etapa 4                  | Etapa 4                  | Etapa 4                  | Etapa 4                  | Etapa 4                  | Etapa 4                 | Etapa 4                 | Etapa 4                 | Etapa 4                 | Etapa 4                 | Etapa 4                   | Etapa 4                  | Etapa 4                  | Etapa 4                  | Etapa 4                  | Etapa 4                  | Etapa 4                  | Etapa 4 | Etapa 4 | Etapa 4 | Etapa 4 | Etapa 4 | Etapa 4 | Etapa 4 | Etapa 4 | Etapa 4 | Etapa 4 | Etapa 4 | Etapa 4 | Etapa 4 | Etapa 4 | Etapa 4 | Etapa 4 | Etapa 4 | Etapa 4 | Etapa 4 | Etapa 4 | Etapa 4 | Etapa 4 | Etapa 4 | Etapa 4 | Etapa 4 | Etapa 4 |
| Semana  | Sentenciados              | Sentenciados              | Sentenciados              | Sentenciados              | Sentenciados              | Sentenciados             | Sentenciados             | Sentenciados             | Sentenciados             | Sentenciados             | Sentenciados            | Sentenciados            | Sentenciados            | Sentenciados            | Sentenciados            | Ganador                   | Eliminados               | Eliminados               | Eliminados               | Eliminados               | Eliminados               | Eliminados               |         |         |         |         |         |         |         |         |         |         |         |         |         |         |         |         |         |         |         |         |         |         |         |         |         |         |
| ------- | ------------------------- | ------------------------- | ------------------------- | ------------------------- | ------------------------- | ------------------------ | ------------------------ | ------------------------ | ------------------------ | ------------------------ | ----------------------- | ----------------------- | ----------------------- | ----------------------- | ----------------------- | ------------------------- | ------------------------ | ------------------------ | ------------------------ | ------------------------ | ------------------------ | ------------------------ | ------- | ------- | ------- | ------- | ------- | ------- | ------- | ------- | ------- | ------- | ------- | ------- | ------- | ------- | ------- | ------- | ------- | ------- | ------- | ------- | ------- | ------- | ------- | ------- | ------- | ------- |
| 9       | Diego Posada              | Diego Posada              | Diego Posada              | Diego Posada              | Diego Posada              | Mateo Carvajal           | Mateo Carvajal           | Mateo Carvajal           | Mateo Carvajal           | Mateo Carvajal           | Valeria Duque           | Valeria Duque           | Valeria Duque           | Valeria Duque           | Valeria Duque           | Diego Posada              | Mateo Carvajal           | Mateo Carvajal           | Valeria Duque            | Valeria Duque            | Valeria Duque            |                          |         |         |         |         |         |         |         |         |         |         |         |         |         |         |         |         |         |         |         |         |         |         |         |         |         |         |
| 10      | Jonathan Betancur "Beta"  | Jonathan Betancur "Beta"  | Jonathan Betancur "Beta"  | Jonathan Betancur "Beta"  | Jonathan Betancur "Beta"  | Óscar López              | Óscar López              | Óscar López              | Óscar López              | Óscar López              | Marisol Chaparro        | Marisol Chaparro        | Marisol Chaparro        | Marisol Chaparro        | Marisol Chaparro        | Jonathan Betancur "Beta"  | Óscar López              | Óscar López              | Óscar López              | Óscar López              | Óscar López              | Óscar López              |         |         |         |         |         |         |         |         |         |         |         |         |         |         |         |         |         |         |         |         |         |         |         |         |         |         |
| 11      | Camila López              | Camila López              | Camila López              | Camila López              | Camila López              | Mónica Henao             | Mónica Henao             | Mónica Henao             | Mónica Henao             | Mónica Henao             | Santiago Guarín         | Santiago Guarín         | Santiago Guarín         | Santiago Guarín         | Santiago Guarín         | Santiago Guarín           | Mónica Henao             | Mónica Henao             | Mónica Henao             | Mónica Henao             | Mónica Henao             | Mónica Henao             |         |         |         |         |         |         |         |         |         |         |         |         |         |         |         |         |         |         |         |         |         |         |         |         |         |         |
| 12      | Andrea Fernández          | Andrea Fernández          | Andrea Fernández          | Andrea Fernández          | Andrea Fernández          | Belmer Ospina "Be"       | Belmer Ospina "Be"       | Belmer Ospina "Be"       | Belmer Ospina "Be"       | Belmer Ospina "Be"       | Marcela Rozo            | Marcela Rozo            | Marcela Rozo            | Marcela Rozo            | Marcela Rozo            | Belmer Ospina "Be"        | Andrea Fernández         | Andrea Fernández         | Andrea Fernández         | Andrea Fernández         | Andrea Fernández         | Andrea Fernández         |         |         |         |         |         |         |         |         |         |         |         |         |         |         |         |         |         |         |         |         |         |         |         |         |         |         |
| Etapa 5 |                           |                           |                           |                           |                           |                          |                          |                          |                          |                          |                         |                         |                         |                         |                         |                           |                          |                          |                          |                          |                          |                          |         |         |         |         |         |         |         |         |         |         |         |         |         |         |         |         |         |         |         |         |         |         |         |         |         |         |
| Semana  | Sentenciados              | Sentenciados              | Sentenciados              | Sentenciados              | Sentenciados              | Sentenciados             | Sentenciados             | Sentenciados             | Sentenciados             | Sentenciados             | Sentenciados            | Sentenciados            | Sentenciados            | Sentenciados            | Sentenciados            | Ganador                   | Eliminado                | Eliminado                | Eliminado                | Eliminado                | Eliminado                | Eliminado                |         |         |         |         |         |         |         |         |         |         |         |         |         |         |         |         |         |         |         |         |         |         |         |         |         |         |
| 13      | Ángel Arregoces           | Ángel Arregoces           | Ángel Arregoces           | Ángel Arregoces           | Ángel Arregoces           | Karoline Rodríguez       | Karoline Rodríguez       | Karoline Rodríguez       | Karoline Rodríguez       | Karoline Rodríguez       | Laura Sin               | Laura Sin               | Laura Sin               | Laura Sin               | Laura Sin               | Ángel Arregoces           | Karoline Rodríguez       | Karoline Rodríguez       | Karoline Rodríguez       | Karoline Rodríguez       | Karoline Rodríguez       | Karoline Rodríguez       |         |         |         |         |         |         |         |         |         |         |         |         |         |         |         |         |         |         |         |         |         |         |         |         |         |         |
| 14      | Ángel Arregoces           | Ángel Arregoces           | Ángel Arregoces           | Ángel Arregoces           | Ángel Arregoces           | Jonathan Betancur "Beta" | Jonathan Betancur "Beta" | Jonathan Betancur "Beta" | Jonathan Betancur "Beta" | Jonathan Betancur "Beta" | Marisol Chaparro        | Marisol Chaparro        | Marisol Chaparro        | Marisol Chaparro        | Marisol Chaparro        | Marisol Chaparro          | Jonathan Betancur "Beta" | Jonathan Betancur "Beta" | Jonathan Betancur "Beta" | Jonathan Betancur "Beta" | Jonathan Betancur "Beta" | Jonathan Betancur "Beta" |         |         |         |         |         |         |         |         |         |         |         |         |         |         |         |         |         |         |         |         |         |         |         |         |         |         |
| 15      | Ángel Arregoces           | Ángel Arregoces           | Ángel Arregoces           | Ángel Arregoces           | Ángel Arregoces           | Laura Sin                | Laura Sin                | Laura Sin                | Laura Sin                | Laura Sin                | Ricardo Montaño         | Ricardo Montaño         | Ricardo Montaño         | Ricardo Montaño         | Ricardo Montaño         | Ángel Arregoces           | Laura Sin                | Laura Sin                | Laura Sin                | Laura Sin                | Laura Sin                | Laura Sin                |         |         |         |         |         |         |         |         |         |         |         |         |         |         |         |         |         |         |         |         |         |         |         |         |         |         |
| Etapa 6 |                           |                           |                           |                           |                           |                          |                          |                          |                          |                          |                         |                         |                         |                         |                         |                           |                          |                          |                          |                          |                          |                          |         |         |         |         |         |         |         |         |         |         |         |         |         |         |         |         |         |         |         |         |         |         |         |         |         |         |
| Semana  | Sentenciados              | Sentenciados              | Sentenciados              | Sentenciados              | Sentenciados              | Sentenciados             | Sentenciados             | Sentenciados             | Sentenciados             | Sentenciados             | Sentenciados            | Sentenciados            | Sentenciados            | Sentenciados            | Sentenciados            | Ganador                   | Eliminados               | Eliminados               | Eliminados               | Eliminados               | Eliminados               | Eliminados               |         |         |         |         |         |         |         |         |         |         |         |         |         |         |         |         |         |         |         |         |         |         |         |         |         |         |
| 16      | David Bedoya "Gato"       | David Bedoya "Gato"       | David Bedoya "Gato"       | David Bedoya "Gato"       | David Bedoya "Gato"       | Karen Cano               | Karen Cano               | Karen Cano               | Karen Cano               | Karen Cano               | María Cristina Vergara  | María Cristina Vergara  | María Cristina Vergara  | María Cristina Vergara  | María Cristina Vergara  | Gato Bedoya               | Karen Cano               | Karen Cano               | Karen Cano               | Karen Cano               | Karen Cano               | Karen Cano               |         |         |         |         |         |         |         |         |         |         |         |         |         |         |         |         |         |         |         |         |         |         |         |         |         |         |
| 17      | Ángel Arregoces           | Ángel Arregoces           | Ángel Arregoces           | Ángel Arregoces           | Ángel Arregoces           | Marce Rozo               | Marce Rozo               | Marce Rozo               | Marce Rozo               | Marce Rozo               | Belmer Ospina "Be"      | Belmer Ospina "Be"      | Belmer Ospina "Be"      | Belmer Ospina "Be"      | Belmer Ospina "Be"      | Ángel Arregoces           | Marcela Rozo             | Marcela Rozo             | Marcela Rozo             | Marcela Rozo             | Marcela Rozo             | Marcela Rozo             |         |         |         |         |         |         |         |         |         |         |         |         |         |         |         |         |         |         |         |         |         |         |         |         |         |         |
| 18      | Ángel Arregoces           | Ángel Arregoces           | Ángel Arregoces           | David Bedoya "Gato"       | David Bedoya "Gato"       | David Bedoya "Gato"      | Yeison López "Gokú"      | Yeison López "Gokú"      | Yeison López "Gokú"      | David Trujillo           | David Trujillo          | David Trujillo          | Marcela Rozo            | Marcela Rozo            | Marcela Rozo            | Ángel Arregoces           | Marcela Rozo             | Marcela Rozo             | Yeison López "Gokú"      | Yeison López "Gokú"      | David Trujillo           | David Trujillo           |         |         |         |         |         |         |         |         |         |         |         |         |         |         |         |         |         |         |         |         |         |         |         |         |         |         |
| Etapa 7 |                           |                           |                           |                           |                           |                          |                          |                          |                          |                          |                         |                         |                         |                         |                         |                           |                          |                          |                          |                          |                          |                          |         |         |         |         |         |         |         |         |         |         |         |         |         |         |         |         |         |         |         |         |         |         |         |         |         |         |
| Semana  | Sentenciados              | Sentenciados              | Sentenciados              | Sentenciados              | Sentenciados              | Sentenciados             | Sentenciados             | Sentenciados             | Sentenciados             | Sentenciados             | Sentenciados            | Sentenciados            | Sentenciados            | Sentenciados            | Sentenciados            | Ganador                   | Eliminados               | Eliminados               | Eliminados               | Eliminados               | Eliminados               | Eliminados               |         |         |         |         |         |         |         |         |         |         |         |         |         |         |         |         |         |         |         |         |         |         |         |         |         |         |
| 19      | Ricardo Montaño           | Ricardo Montaño           | Ricardo Montaño           | Ricardo Montaño           | Ricardo Montaño           | Belmer Ospina "Be"       | Belmer Ospina "Be"       | Belmer Ospina "Be"       | Belmer Ospina "Be"       | Belmer Ospina "Be"       | Ángel Arregoces         | Ángel Arregoces         | Ángel Arregoces         | Ángel Arregoces         | Ángel Arregoces         | Belmer Ospina "Be"        | Ángel Arregoces          | Ángel Arregoces          | Ricardo Montaño          | Ricardo Montaño          | Ricardo Montaño          |                          |         |         |         |         |         |         |         |         |         |         |         |         |         |         |         |         |         |         |         |         |         |         |         |         |         |         |
| 20      | Kevin Fuentes "Pantera"   | Kevin Fuentes "Pantera"   | Kevin Fuentes "Pantera"   | Kevin Fuentes "Pantera"   | Kevin Fuentes "Pantera"   | María Cristina Vergara   | María Cristina Vergara   | María Cristina Vergara   | María Cristina Vergara   | María Cristina Vergara   | Manuela Arango          | Manuela Arango          | Manuela Arango          | Manuela Arango          | Manuela Arango          | Manuela Arango            | María Cristina Vergara   | María Cristina Vergara   | Kevin Fuentes "Pantera"  | Kevin Fuentes "Pantera"  | Kevin Fuentes "Pantera"  |                          |         |         |         |         |         |         |         |         |         |         |         |         |         |         |         |         |         |         |         |         |         |         |         |         |         |         |
| 21      | Óscar Muñoz "El Olímpico" | Óscar Muñoz "El Olímpico" | Óscar Muñoz "El Olímpico" | Óscar Muñoz "El Olímpico" | Óscar Muñoz "El Olímpico" | Marisol Chaparro         | Marisol Chaparro         | Marisol Chaparro         | Marisol Chaparro         | Marisol Chaparro         | David Bedoya "Gato"     | David Bedoya "Gato"     | David Bedoya "Gato"     | David Bedoya "Gato"     | David Bedoya "Gato"     | Óscar Muñoz "El Olímpico" | David Bedoya "Gato"      | David Bedoya "Gato"      | Marisol Chaparro         | Marisol Chaparro         | Marisol Chaparro         |                          |         |         |         |         |         |         |         |         |         |         |         |         |         |         |         |         |         |         |         |         |         |         |         |         |         |         |
| 22      | Víctor Bobadilla "Rojo"   | Víctor Bobadilla "Rojo"   | Víctor Bobadilla "Rojo"   | Víctor Bobadilla "Rojo"   | Víctor Bobadilla "Rojo"   | Santiago Guarín          | Santiago Guarín          | Santiago Guarín          | Santiago Guarín          | Santiago Guarín          | Manuela Arango          | Manuela Arango          | Manuela Arango          | Manuela Arango          | Manuela Arango          | Victor Bobadilla "Rojo"   | Manuela Arango           | Manuela Arango           | Manuela Arango           | Manuela Arango           | Manuela Arango           | Manuela Arango           |         |         |         |         |         |         |         |         |         |         |         |         |         |         |         |         |         |         |         |         |         |         |         |         |         |         |
| 23      | Víctor Bobadilla "Rojo"   | Víctor Bobadilla "Rojo"   | Víctor Bobadilla "Rojo"   | Víctor Bobadilla "Rojo"   | Víctor Bobadilla "Rojo"   | Shadi Harb               | Shadi Harb               | Shadi Harb               | Shadi Harb               | Shadi Harb               | Santiago Guarín         | Santiago Guarín         | Santiago Guarín         | Santiago Guarín         | Santiago Guarín         | Santiago Guarín           | Shadi Harb               | Shadi Harb               | Shadi Harb               | Shadi Harb               | Shadi Harb               | Shadi Harb               |         |         |         |         |         |         |         |         |         |         |         |         |         |         |         |         |         |         |         |         |         |         |         |         |         |         |
| 24      | Víctor Bobadilla "Rojo"   | Víctor Bobadilla "Rojo"   | Víctor Bobadilla "Rojo"   | Víctor Bobadilla "Rojo"   | Víctor Bobadilla "Rojo"   | Camila López             | Camila López             | Camila López             | Camila López             | Camila López             | Santiago Guarín         | Santiago Guarín         | Santiago Guarín         | Santiago Guarín         | Santiago Guarín         | Camila López              | Santiago Guarín          | Santiago Guarín          | Santiago Guarín          | Santiago Guarín          | Santiago Guarín          | Santiago Guarín          |         |         |         |         |         |         |         |         |         |         |         |         |         |         |         |         |         |         |         |         |         |         |         |         |         |         |
| 25      | Camila López              | Camila López              | Camila López              | Camila López              | Camila López              | Camila López             | Camila López             | Víctor Bobadilla "Rojo"  | Víctor Bobadilla "Rojo"  | Víctor Bobadilla "Rojo"  | Víctor Bobadilla "Rojo" | Víctor Bobadilla "Rojo" | Víctor Bobadilla "Rojo" | Víctor Bobadilla "Rojo" | Víctor Bobadilla "Rojo" | Víctor Bobadilla "Rojo"'  | Camila López             | Camila López             | Camila López             | Camila López             | Camila López             | Camila López             |         |         |         |         |         |         |         |         |         |         |         |         |         |         |         |         |         |         |         |         |         |         |         |         |         |         |

Notas
1. 1 2 3 4 5  Aunque el participante perdió el Desafío a Muerte, fue salvado por los ganadores del mismo, evitando su ida a Playa Infierno.
2. ↑  Ya que los ganadores del Desafío a Muerte no lograron llegar a un acuerdo, el participante fue salvado por un cara o sello, evitando su ida a Playa Infierno.
3. ↑  Marcela utilizó el poder que recibió al ganar la Batalla de Capitanas, el cual podía salvarla ante una sentencia. Por esta razón, fue eximida del Desafío a Muerte.

Sub: Participante sentenciado por el equipo/participante ganador del desafío de salvación.

### Reto Final
Es una competición realizada en Playa Infierno cuando en este lugar hay 3 participantes. El objetivo principal de los concursantes es asegurarse un cupo en la competencia.
| Etapa 2 | Etapa 2        | Etapa 2                    | Etapa 2                       | Etapa 2          | Etapa 2                       | Etapa 2 | Etapa 2   |
| ------- | -------------- | -------------------------- | ----------------------------- | ---------------- | ----------------------------- | ------- | --------- |
| Semana  | Sentenciados   | Sentenciados               | Sentenciados                  |                  | Ganador                       |         | Eliminado |
| 1       | Fabián Gómez   | Mike Wilches               | María Fernanda Aguilar "Mafe" | Mike Wilches     | María Fernanda Aguilar "Mafe" |         |           |
| Etapa 5 |                |                            |                               |                  |                               |         |           |
| Semana  | Sentenciados   | Sentenciados               | Sentenciados                  |                  | Ganador                       |         | Eliminado |
| 13      | David Trujillo | Daniela Lozano "La Crespa" | Andrea Fernández              | Andrea Fernández | Daniela Lozano "La Crespa"    |         |           |
| 14      | David Trujillo | Andrea Fernández           | Karoline Rodríguez            | David Trujillo   | Andrea Fernández              |         |           |
| 15      | David Trujillo | Karoline Rodríguez         | Jonathan Betancur "Beta"      | David Trujillo   | Karoline Rodríguez            |         |           |
| Etapa 6 |                |                            |                               |                  |                               |         |           |
| Semana  | Sentenciados   | Sentenciados               | Sentenciados                  |                  | Ganador                       |         | Eliminado |
| 16      | David Trujillo | Jonathan Betancur "Beta"   | Laura Sin                     | David Trujillo   | Jonathan Betancur "Beta"      |         |           |
| 17      | David Trujillo | Laura Sin                  | Karen Cano                    | Laura Sin        | Karen Cano                    |         |           |
| 18      | David Trujillo | Laura Sin                  | Marcela Rozo "Marce"          | David Trujillo   | Laura Sin                     |         |           |

## Final

### Gran Desafío
El gran desafío se llevó a cabo el 11 de septiembre, donde compitieron los 5 semifinalistas en competencia. El perdedor de la prueba fue automáticamente eliminado y los cuatro ganadores pasaban a ser los cuatro finalistas del Desafío Súper Humanos XV años.
| Semifinalistas            | Finalistas                |
| ------------------------- | ------------------------- |
| Oscar Muñoz "El Olimpico" | Oscar Muñoz "El Olimpico" |
| Witsmar Lucumi            | Witsmar Lucumi            |
| Belmer Ospina "Be"        | Belmer Ospina "Be"        |
| Diego Posada              | Diego Posada              |
| Victor Bobadilla "Rojo"   |                           |

### Gran Final
La gran final se llevó a cabo el día 14 de septiembre de 2018, donde los 4 finalistas se enfrentaron
a la votación del público en todo el país por Internet. El que obtuviera más porcentaje de votos se coronaria como el ganador. La gala fue emitida desde Bogotá, Colombia. El ganador obtuvo un premio de 600 millones de pesos.
| Finalistas                | Ganador del desafio       |
| ------------------------- | ------------------------- |
| Oscar Muñoz "El Olimpico" | Oscar Muñoz "El Olimpico" |
| Witsmar Lucumi            | Oscar Muñoz "El Olimpico" |
| Belmer Ospina "Be"        | Oscar Muñoz "El Olimpico" |
| Diego Posada              | Oscar Muñoz "El Olimpico" |

## Eximiciones o retiros
| Desafío Regional | Desafío Regional | Desafío Regional | Desafío Regional | Desafío Regional | Desafío Regional | Desafío Regional | Desafío Regional | Desafío Regional | Desafío Regional | Desafío Regional | Desafío Regional | Desafío Regional | Desafío Regional | Desafío Regional | Desafío Regional | Desafío Regional | Desafío Regional | Desafío Regional |
| Etapa 1          | Etapa 1          | Etapa 1          | Etapa 1          | Etapa 1          | Etapa 1          | Etapa 1          | Etapa 1          | Etapa 1          | Etapa 1          | Etapa 1          | Etapa 1          | Etapa 1          | Etapa 1          | Etapa 1          | Etapa 1          | Etapa 1          | Etapa 1          | Etapa 1          |
| Semana           |                  |                  |                  |                  |                  |                  |                  |                  |                  |                  |                  |                  |                  |                  |                  |                  |                  |                  |
| Semana           | Equipos          | Equipos          | Equipos          | Equipos          | Equipos          | Equipos          | Equipos          | Equipos          | Equipos          | Equipos          | Equipos          | Equipos          | Equipos          | Equipos          | Equipos          | Equipos          | Equipos          | Equipos          |
| ---------------- | ---------------- | ---------------- | ---------------- | ---------------- | ---------------- | ---------------- | ---------------- | ---------------- | ---------------- | ---------------- | ---------------- | ---------------- | ---------------- | ---------------- | ---------------- | ---------------- | ---------------- | ---------------- |
| Semana           | Antioqueños      | Antioqueños      | Antioqueños      | Cachacos         | Cachacos         | Cafeteros        | Cafeteros        | Cafeteros        | Costeños         | Costeños         | Santandereanos   | Santandereanos   | Santandereanos   | Vallecaucanos    | Vallecaucanos    | Súper Humanos    | Súper Humanos    | Súper Humanos    |
| 1                |                  |                  |                  |                  |                  |                  |                  |                  |                  |                  |                  |                  |                  |                  |                  |                  |                  |                  |

| Desafío Territorial | Desafío Territorial            | Desafío Territorial            | Desafío Territorial            | Desafío Territorial         | Desafío Territorial         | Desafío Territorial         | Desafío Territorial                    | Desafío Territorial                    | Desafío Territorial                    | Desafío Territorial       | Desafío Territorial       | Desafío Territorial       | Desafío Territorial           | Desafío Territorial           | Desafío Territorial           | Desafío Territorial             | Desafío Territorial             | Desafío Territorial             |
| Etapa 2             | Etapa 2                        | Etapa 2                        | Etapa 2                        | Etapa 2                     | Etapa 2                     | Etapa 2                     | Etapa 2                                | Etapa 2                                | Etapa 2                                | Etapa 2                   | Etapa 2                   | Etapa 2                   | Etapa 2                       | Etapa 2                       | Etapa 2                       | Etapa 2                         | Etapa 2                         | Etapa 2                         |
| Semana              |                                |                                |                                |                             |                             |                             |                                        |                                        |                                        |                           |                           |                           |                               |                               |                               |                                 |                                 |                                 |
| Semana              | Equipos                        | Equipos                        | Equipos                        | Equipos                     | Equipos                     | Equipos                     | Equipos                                | Equipos                                | Equipos                                | Equipos                   | Equipos                   | Equipos                   | Equipos                       | Equipos                       | Equipos                       | Equipos                         | Equipos                         | Equipos                         |
| ------------------- | ------------------------------ | ------------------------------ | ------------------------------ | --------------------------- | --------------------------- | --------------------------- | -------------------------------------- | -------------------------------------- | -------------------------------------- | ------------------------- | ------------------------- | ------------------------- | ----------------------------- | ----------------------------- | ----------------------------- | ------------------------------- | ------------------------------- | ------------------------------- |
| Semana              | Antioqueños                    | Antioqueños                    | Antioqueños                    | Cachacos                    | Cachacos                    | Cachacos                    | Cafeteros                              | Cafeteros                              | Cafeteros                              | Costeños                  | Costeños                  | Costeños                  | Vallecaucanos                 | Vallecaucanos                 | Vallecaucanos                 | Súper Humanos                   | Súper Humanos                   | Súper Humanos                   |
| 1                   |                                |                                |                                |                             |                             |                             |                                        |                                        |                                        |                           |                           |                           |                               |                               |                               | No participan                   | No participan                   | No participan                   |
| 2                   | Beta, Valeria, Shirley y David | Beta, Valeria, Shirley y David | Beta, Valeria, Shirley y David | Gato, Sin, Marisol y Lucumí | Gato, Sin, Marisol y Lucumí | Gato, Sin, Marisol y Lucumí | Mauricio, Santiago, Violeta y Laura S. | Mauricio, Santiago, Violeta y Laura S. | Mauricio, Santiago, Violeta y Laura S. | Mulata y Pantera          | Mulata y Pantera          | Mulata y Pantera          | Karen, Mónica, Ricardo y Goku | Karen, Mónica, Ricardo y Goku | Karen, Mónica, Ricardo y Goku | Ángel, Andrea, Mateo y Karoline | Ángel, Andrea, Mateo y Karoline | Ángel, Andrea, Mateo y Karoline |
| 3                   | Lau                            | Lau                            | Lau                            | Marisol y Sin               | Marisol y Sin               | Marisol y Sin               | Manu y Laura S.                        | Manu y Laura S.                        | Manu y Laura S.                        |                           |                           |                           | La Crespa y Mónica            | La Crespa y Mónica            | La Crespa y Mónica            | Camila y Karoline               | Camila y Karoline               | Camila y Karoline               |
| 4                   | Lau                            | Lau                            | Lau                            | Marce y Sin                 | Marce y Sin                 | Marce y Sin                 | Manu                                   | Manu                                   | Manu                                   |                           |                           |                           | Karen y Mónica                | Karen y Mónica                | Karen y Mónica                | Camila y Karoline               | Camila y Karoline               | Camila y Karoline               |
| Etapa 3             |                                |                                |                                |                             |                             |                             |                                        |                                        |                                        |                           |                           |                           |                               |                               |                               |                                 |                                 |                                 |
| Semana              |                                |                                |                                |                             |                             |                             |                                        |                                        |                                        |                           |                           |                           |                               |                               |                               |                                 |                                 |                                 |
| Equipos             |                                |                                |                                |                             |                             |                             |                                        |                                        |                                        |                           |                           |                           |                               |                               |                               |                                 |                                 |                                 |
| Antioqueños         | Antioqueños                    | Antioqueños                    | Antioqueños                    | Cafeteros                   | Cafeteros                   | Cafeteros                   | Costeños                               | Costeños                               | Costeños                               | Costeños                  | Vallecaucanos             | Vallecaucanos             | Vallecaucanos                 | Súper Humanos                 | Súper Humanos                 | Súper Humanos                   | Súper Humanos                   |                                 |
| 5                   | Lau                            | Lau                            | Lau                            | Lau                         | Mauricio                    | Mauricio                    | Mauricio                               | Marce y El Olimpico                    | Marce y El Olimpico                    | Marce y El Olimpico       | Marce y El Olimpico       | La Crespa                 | La Crespa                     | La Crespa                     | Camila                        | Camila                          | Camila                          | Camila                          |
| 6                   | Lau                            | Lau                            | Lau                            | Lau                         | Rojo y Manu                 | Rojo y Manu                 | Rojo y Manu                            | Sin y Macris                           | Sin y Macris                           | Sin y Macris              | Sin y Macris              | La Crespa y Mónica        | La Crespa y Mónica            | La Crespa y Mónica            | Camila y Andrea               | Camila y Andrea                 | Camila y Andrea                 | Camila y Andrea                 |
| 7                   |                                |                                |                                |                             | Santiago                    | Santiago                    | Santiago                               | Macris                                 | Macris                                 | Macris                    | Macris                    | La Crespa                 | La Crespa                     | La Crespa                     | Camila                        | Camila                          | Camila                          | Camila                          |
| 8                   | Beta y Marisol                 | Beta y Marisol                 | Beta y Marisol                 | Beta y Marisol              | Mauricio y Santiago         | Mauricio y Santiago         | Mauricio y Santiago                    | Marce, Gato y Macris                   | Marce, Gato y Macris                   | Marce, Gato y Macris      | Marce, Gato y Macris      | Karen y Gokú              | Karen y Gokú                  | Karen y Gokú                  | Andrea, Camila y Mateo        | Andrea, Camila y Mateo          | Andrea, Camila y Mateo          | Andrea, Camila y Mateo          |
| Etapa 4             |                                |                                |                                |                             |                             |                             |                                        |                                        |                                        |                           |                           |                           |                               |                               |                               |                                 |                                 |                                 |
| Semana              |                                |                                |                                |                             |                             |                             |                                        |                                        |                                        |                           |                           |                           |                               |                               |                               |                                 |                                 |                                 |
| Equipos             |                                |                                |                                |                             |                             |                             |                                        |                                        |                                        |                           |                           |                           |                               |                               |                               |                                 |                                 |                                 |
| Cafeteros           | Cafeteros                      | Cafeteros                      | Cafeteros                      | Cafeteros                   | Costeños                    | Costeños                    | Costeños                               | Costeños                               | Vallecaucanos                          | Vallecaucanos             | Vallecaucanos             | Vallecaucanos             | Vallecaucanos                 | Súper Humanos                 | Súper Humanos                 | Súper Humanos                   | Súper Humanos                   |                                 |
| 9                   | Rojo y Manu                    | Rojo y Manu                    | Rojo y Manu                    | Rojo y Manu                 | Rojo y Manu                 | Diego y Marce               | Diego y Marce                          | Diego y Marce                          | Diego y Marce                          | Beta                      | Beta                      | Beta                      | Beta                          | Beta                          | Camila                        | Camila                          | Camila                          | Camila                          |
| 10                  | Marisol                        | Marisol                        | Marisol                        | Marisol                     | Marisol                     | Macris y Sin                | Macris y Sin                           | Macris y Sin                           | Macris y Sin                           | Mónica                    | Mónica                    | Mónica                    | Mónica                        | Mónica                        |                               |                                 |                                 |                                 |
| 11                  | Manu y Marisol                 | Manu y Marisol                 | Manu y Marisol                 | Manu y Marisol              | Manu y Marisol              | Marce, Sin y El Olimpico    | Marce, Sin y El Olimpico               | Marce, Sin y El Olimpico               | Marce, Sin y El Olimpico               | Karen y Mónica            | Karen y Mónica            | Karen y Mónica            | Karen y Mónica                | Karen y Mónica                |                               |                                 |                                 |                                 |
| 12                  |                                |                                |                                |                             |                             |                             |                                        |                                        |                                        |                           |                           |                           |                               |                               |                               |                                 |                                 |                                 |
| Etapa 5             |                                |                                |                                |                             |                             |                             |                                        |                                        |                                        |                           |                           |                           |                               |                               |                               |                                 |                                 |                                 |
| Semana              |                                |                                |                                |                             |                             |                             |                                        |                                        |                                        |                           |                           |                           |                               |                               |                               |                                 |                                 |                                 |
| Equipos             |                                |                                |                                |                             |                             |                             |                                        |                                        |                                        |                           |                           |                           |                               |                               |                               |                                 |                                 |                                 |
| Cafeteros           | Cafeteros                      | Cafeteros                      | Cafeteros                      | Cafeteros                   | Cafeteros                   | Costeños                    | Costeños                               | Costeños                               | Costeños                               | Costeños                  | Costeños                  | Vallecaucanos             | Vallecaucanos                 | Vallecaucanos                 | Vallecaucanos                 | Vallecaucanos                   | Vallecaucanos                   |                                 |
| 13                  |                                |                                |                                |                             |                             |                             |                                        |                                        |                                        |                           |                           |                           |                               |                               |                               |                                 |                                 |                                 |
| 14                  |                                |                                |                                |                             |                             |                             | Sin                                    | Sin                                    | Sin                                    | Sin                       | Sin                       | Sin                       |                               |                               |                               |                                 |                                 |                                 |
| 15                  | Marisol y Santiago             | Marisol y Santiago             | Marisol y Santiago             | Marisol y Santiago          | Marisol y Santiago          | Marisol y Santiago          | Marce y Sin                            | Marce y Sin                            | Marce y Sin                            | Marce y Sin               | Marce y Sin               | Marce y Sin               |                               |                               |                               |                                 |                                 |                                 |
| Etapa 6             |                                |                                |                                |                             |                             |                             |                                        |                                        |                                        |                           |                           |                           |                               |                               |                               |                                 |                                 |                                 |
| Semana              |                                |                                |                                |                             |                             |                             |                                        |                                        |                                        |                           |                           |                           |                               |                               |                               |                                 |                                 |                                 |
| Equipos             |                                |                                |                                |                             |                             |                             |                                        |                                        |                                        |                           |                           |                           |                               |                               |                               |                                 |                                 |                                 |
| Cafeteros           | Cafeteros                      | Cafeteros                      | Cafeteros                      | Cafeteros                   | Cafeteros                   | Cafeteros                   | Cafeteros                              | Cafeteros                              | Vallecaucanos                          | Vallecaucanos             | Vallecaucanos             | Vallecaucanos             | Vallecaucanos                 | Vallecaucanos                 | Vallecaucanos                 | Vallecaucanos                   | Vallecaucanos                   |                                 |
| 16                  |                                |                                |                                |                             |                             |                             |                                        |                                        |                                        |                           |                           |                           |                               |                               |                               |                                 |                                 |                                 |
| 17                  | Manu                           | Manu                           | Manu                           | Manu                        | Manu                        | Manu                        | Manu                                   | Manu                                   | Manu                                   |                           |                           |                           |                               |                               |                               |                                 |                                 |                                 |
| 18                  | Manu y Marisol                 | Manu y Marisol                 | Manu y Marisol                 | Manu y Marisol              | Manu y Marisol              | Manu y Marisol              | Manu y Marisol                         | Manu y Marisol                         | Manu y Marisol                         |                           |                           |                           |                               |                               |                               |                                 |                                 |                                 |
| Etapa 7             |                                |                                |                                |                             |                             |                             |                                        |                                        |                                        |                           |                           |                           |                               |                               |                               |                                 |                                 |                                 |
| Semana              |                                |                                |                                |                             |                             |                             |                                        |                                        |                                        |                           |                           |                           |                               |                               |                               |                                 |                                 |                                 |
| Equipos             |                                |                                |                                |                             |                             |                             |                                        |                                        |                                        |                           |                           |                           |                               |                               |                               |                                 |                                 |                                 |
| Fusion              |                                |                                |                                |                             |                             |                             |                                        |                                        |                                        |                           |                           |                           |                               |                               |                               |                                 |                                 |                                 |
| 19                  | Óscar Muñoz "El Olímpico"      | Óscar Muñoz "El Olímpico"      | Óscar Muñoz "El Olímpico"      | Óscar Muñoz "El Olímpico"   | Óscar Muñoz "El Olímpico"   | Óscar Muñoz "El Olímpico"   | Óscar Muñoz "El Olímpico"              | Óscar Muñoz "El Olímpico"              | Óscar Muñoz "El Olímpico"              | Óscar Muñoz "El Olímpico" | Óscar Muñoz "El Olímpico" | Óscar Muñoz "El Olímpico" | Óscar Muñoz "El Olímpico"     | Óscar Muñoz "El Olímpico"     | Óscar Muñoz "El Olímpico"     | Óscar Muñoz "El Olímpico"       | Óscar Muñoz "El Olímpico"       | Óscar Muñoz "El Olímpico"       |
| 20                  | Witsmar Lucumí                 | Witsmar Lucumí                 | Witsmar Lucumí                 | Witsmar Lucumí              | Witsmar Lucumí              | Witsmar Lucumí              | Witsmar Lucumí                         | Witsmar Lucumí                         | Witsmar Lucumí                         | Witsmar Lucumí            | Witsmar Lucumí            | Witsmar Lucumí            | Witsmar Lucumí                | Witsmar Lucumí                | Witsmar Lucumí                | Witsmar Lucumí                  | Witsmar Lucumí                  | Witsmar Lucumí                  |
| 21                  | Diego Posada                   | Diego Posada                   | Diego Posada                   | Diego Posada                | Diego Posada                | Diego Posada                | Diego Posada                           | Diego Posada                           | Diego Posada                           | Diego Posada              | Diego Posada              | Diego Posada              | Diego Posada                  | Diego Posada                  | Diego Posada                  | Diego Posada                    | Diego Posada                    | Diego Posada                    |
| 22                  | Santiago Guarín                | Santiago Guarín                | Santiago Guarín                | Santiago Guarín             | Santiago Guarín             | Santiago Guarín             | Santiago Guarín                        | Santiago Guarín                        | Santiago Guarín                        | Santiago Guarín           | Santiago Guarín           | Santiago Guarín           | Santiago Guarín               | Santiago Guarín               | Santiago Guarín               | Santiago Guarín                 | Santiago Guarín                 | Santiago Guarín                 |
| 23                  | Víctor Bobadilla "Rojo"        | Víctor Bobadilla "Rojo"        | Víctor Bobadilla "Rojo"        | Víctor Bobadilla "Rojo"     | Víctor Bobadilla "Rojo"     | Víctor Bobadilla "Rojo"     | Víctor Bobadilla "Rojo"                | Víctor Bobadilla "Rojo"                | Víctor Bobadilla "Rojo"                | Víctor Bobadilla "Rojo"   | Víctor Bobadilla "Rojo"   | Víctor Bobadilla "Rojo"   | Víctor Bobadilla "Rojo"       | Víctor Bobadilla "Rojo"       | Víctor Bobadilla "Rojo"       | Víctor Bobadilla "Rojo"         | Víctor Bobadilla "Rojo"         | Víctor Bobadilla "Rojo"         |
| 24                  | Víctor Bobadilla "Rojo"        | Víctor Bobadilla "Rojo"        | Víctor Bobadilla "Rojo"        | Víctor Bobadilla "Rojo"     | Víctor Bobadilla "Rojo"     | Víctor Bobadilla "Rojo"     | Víctor Bobadilla "Rojo"                | Víctor Bobadilla "Rojo"                | Víctor Bobadilla "Rojo"                | Víctor Bobadilla "Rojo"   | Víctor Bobadilla "Rojo"   | Víctor Bobadilla "Rojo"   | Víctor Bobadilla "Rojo"       | Víctor Bobadilla "Rojo"       | Víctor Bobadilla "Rojo"       | Víctor Bobadilla "Rojo"         | Víctor Bobadilla "Rojo"         | Víctor Bobadilla "Rojo"         |
| 25                  | Víctor Bobadilla "Rojo"        | Víctor Bobadilla "Rojo"        | Víctor Bobadilla "Rojo"        | Víctor Bobadilla "Rojo"     | Víctor Bobadilla "Rojo"     | Víctor Bobadilla "Rojo"     | Víctor Bobadilla "Rojo"                | Víctor Bobadilla "Rojo"                | Víctor Bobadilla "Rojo"                | Víctor Bobadilla "Rojo"   | Víctor Bobadilla "Rojo"   | Víctor Bobadilla "Rojo"   | Víctor Bobadilla "Rojo"       | Víctor Bobadilla "Rojo"       | Víctor Bobadilla "Rojo"       | Víctor Bobadilla "Rojo"         | Víctor Bobadilla "Rojo"         | Víctor Bobadilla "Rojo"         |

| Desafío de Salvación | Desafío de Salvación    | Desafío de Salvación    | Desafío de Salvación    | Desafío de Salvación    | Desafío de Salvación    | Desafío de Salvación    | Desafío de Salvación    | Desafío de Salvación    | Desafío de Salvación    | Desafío de Salvación    | Desafío de Salvación    | Desafío de Salvación    | Desafío de Salvación    | Desafío de Salvación    | Desafío de Salvación    | Desafío de Salvación    | Desafío de Salvación    | Desafío de Salvación    |
| Etapa 2              | Etapa 2                 | Etapa 2                 | Etapa 2                 | Etapa 2                 | Etapa 2                 | Etapa 2                 | Etapa 2                 | Etapa 2                 | Etapa 2                 | Etapa 2                 | Etapa 2                 | Etapa 2                 | Etapa 2                 | Etapa 2                 | Etapa 2                 | Etapa 2                 | Etapa 2                 | Etapa 2                 |
| Semana               |                         |                         |                         |                         |                         |                         |                         |                         |                         |                         |                         |                         |                         |                         |                         |                         |                         |                         |
| Semana               | Equipos                 | Equipos                 | Equipos                 | Equipos                 | Equipos                 | Equipos                 | Equipos                 | Equipos                 | Equipos                 | Equipos                 | Equipos                 | Equipos                 | Equipos                 | Equipos                 | Equipos                 | Equipos                 | Equipos                 | Equipos                 |
| -------------------- | ----------------------- | ----------------------- | ----------------------- | ----------------------- | ----------------------- | ----------------------- | ----------------------- | ----------------------- | ----------------------- | ----------------------- | ----------------------- | ----------------------- | ----------------------- | ----------------------- | ----------------------- | ----------------------- | ----------------------- | ----------------------- |
| Semana               | Antioqueños             | Antioqueños             | Antioqueños             | Cachacos                | Cachacos                | Cachacos                | Cafeteros               | Cafeteros               | Cafeteros               | Costeños                | Costeños                | Costeños                | Vallecaucanos           | Vallecaucanos           | Vallecaucanos           | Súper Humanos           | Súper Humanos           | Súper Humanos           |
| 1                    |                         |                         |                         |                         |                         |                         |                         |                         |                         |                         |                         |                         |                         |                         |                         |                         |                         |                         |
| 2                    | Lau, Valeria y Shirley  | Lau, Valeria y Shirley  | Lau, Valeria y Shirley  |                         |                         |                         |                         |                         |                         | Macris                  | Macris                  | Macris                  |                         |                         |                         |                         |                         |                         |
| 3                    | Valeria                 | Valeria                 | Valeria                 | Marisol y Marce         | Marisol y Marce         | Marisol y Marce         | Manu y Violeta          | Manu y Violeta          | Manu y Violeta          |                         |                         |                         | La Crespa y Karen       | La Crespa y Karen       | La Crespa y Karen       | Camila y Andrea         | Camila y Andrea         | Camila y Andrea         |
| 4                    | Valeria                 | Valeria                 | Valeria                 | Marce y Marisol         | Marce y Marisol         | Marce y Marisol         | Violeta                 | Violeta                 | Violeta                 |                         |                         |                         | La Crespa y Mónica      | La Crespa y Mónica      | La Crespa y Mónica      | Andrea y Karoline       | Andrea y Karoline       | Andrea y Karoline       |
| Etapa 3              |                         |                         |                         |                         |                         |                         |                         |                         |                         |                         |                         |                         |                         |                         |                         |                         |                         |                         |
| Semana               |                         |                         |                         |                         |                         |                         |                         |                         |                         |                         |                         |                         |                         |                         |                         |                         |                         |                         |
| Equipos              |                         |                         |                         |                         |                         |                         |                         |                         |                         |                         |                         |                         |                         |                         |                         |                         |                         |                         |
| Antioqueños          | Antioqueños             | Antioqueños             | Antioqueños             | Cafeteros               | Cafeteros               | Cafeteros               | Costeños                | Costeños                | Costeños                | Costeños                | Vallecaucanos           | Vallecaucanos           | Vallecaucanos           | Súper Humanos           | Súper Humanos           | Súper Humanos           | Súper Humanos           |                         |
| 5                    |                         |                         |                         |                         |                         |                         |                         | Macris                  | Macris                  | Macris                  | Macris                  |                         |                         |                         |                         |                         |                         |                         |
| 6                    | Lau                     | Lau                     | Lau                     | Lau                     | Mauricio y Manu         | Mauricio y Manu         | Mauricio y Manu         | Marce                   | Marce                   | Marce                   | Marce                   | La Crespa y Mónica      | La Crespa y Mónica      | La Crespa y Mónica      | Karoline                | Karoline                | Karoline                | Karoline                |
| 7                    | Valeria                 | Valeria                 | Valeria                 | Valeria                 | Violeta                 | Violeta                 | Violeta                 | Marce y Sin             | Marce y Sin             | Marce y Sin             | Marce y Sin             | Karen                   | Karen                   | Karen                   | Karoline y Andrea       | Karoline y Andrea       | Karoline y Andrea       | Karoline y Andrea       |
| 8                    |                         |                         |                         |                         |                         |                         |                         |                         |                         |                         |                         |                         |                         |                         |                         |                         |                         |                         |
| Etapa 4              |                         |                         |                         |                         |                         |                         |                         |                         |                         |                         |                         |                         |                         |                         |                         |                         |                         |                         |
| Semana               |                         |                         |                         |                         |                         |                         |                         |                         |                         |                         |                         |                         |                         |                         |                         |                         |                         |                         |
| Equipos              |                         |                         |                         |                         |                         |                         |                         |                         |                         |                         |                         |                         |                         |                         |                         |                         |                         |                         |
| Cafeteros            | Cafeteros               | Cafeteros               | Cafeteros               | Cafeteros               | Costeños                | Costeños                | Costeños                | Costeños                | Vallecaucanos           | Vallecaucanos           | Vallecaucanos           | Vallecaucanos           | Vallecaucanos           | Súper Humanos           | Súper Humanos           | Súper Humanos           | Súper Humanos           |                         |
| 9                    | Valeria                 | Valeria                 | Valeria                 | Valeria                 | Valeria                 | Diego                   | Diego                   | Diego                   | Diego                   |                         |                         |                         |                         |                         |                         |                         |                         |                         |
| 10                   |                         |                         |                         |                         |                         | Marce                   | Marce                   | Marce                   | Marce                   | Karen                   | Karen                   | Karen                   | Karen                   | Karen                   |                         |                         |                         |                         |
| 10                   | No participan           | No participan           | No participan           | No participan           | No participan           | Marce y Sin             | Marce y Sin             | Marce y Sin             | Marce y Sin             | No participan           | No participan           | No participan           | No participan           | No participan           |                         |                         |                         |                         |
| 11                   |                         |                         |                         |                         |                         |                         |                         |                         |                         |                         |                         |                         |                         |                         |                         |                         |                         |                         |
| 12                   |                         |                         |                         |                         |                         |                         |                         |                         |                         |                         |                         |                         |                         |                         |                         |                         |                         |                         |
| Etapa 5              |                         |                         |                         |                         |                         |                         |                         |                         |                         |                         |                         |                         |                         |                         |                         |                         |                         |                         |
| Semana               |                         |                         |                         |                         |                         |                         |                         |                         |                         |                         |                         |                         |                         |                         |                         |                         |                         |                         |
| Equipos              |                         |                         |                         |                         |                         |                         |                         |                         |                         |                         |                         |                         |                         |                         |                         |                         |                         |                         |
| Cafeteros            | Cafeteros               | Cafeteros               | Cafeteros               | Cafeteros               | Cafeteros               | Costeños                | Costeños                | Costeños                | Costeños                | Costeños                | Costeños                | Vallecaucanos           | Vallecaucanos           | Vallecaucanos           | Vallecaucanos           | Vallecaucanos           | Vallecaucanos           |                         |
| 13                   | Manu                    | Manu                    | Manu                    | Manu                    | Manu                    | Manu                    | Macris                  | Macris                  | Macris                  | Macris                  | Macris                  | Macris                  |                         |                         |                         |                         |                         |                         |
| 14                   |                         |                         |                         |                         |                         |                         |                         |                         |                         |                         |                         |                         |                         |                         |                         |                         |                         |                         |
| 15                   | Manu y Rojo             | Manu y Rojo             | Manu y Rojo             | Manu y Rojo             | Manu y Rojo             | Manu y Rojo             | Macris y Pantera        | Macris y Pantera        | Macris y Pantera        | Macris y Pantera        | Macris y Pantera        | Macris y Pantera        |                         |                         |                         |                         |                         |                         |
| Etapa 6              |                         |                         |                         |                         |                         |                         |                         |                         |                         |                         |                         |                         |                         |                         |                         |                         |                         |                         |
| Semana               |                         |                         |                         |                         |                         |                         |                         |                         |                         |                         |                         |                         |                         |                         |                         |                         |                         |                         |
| Equipos              |                         |                         |                         |                         |                         |                         |                         |                         |                         |                         |                         |                         |                         |                         |                         |                         |                         |                         |
| Cafeteros            | Cafeteros               | Cafeteros               | Cafeteros               | Cafeteros               | Cafeteros               | Cafeteros               | Cafeteros               | Cafeteros               | Vallecaucanos           | Vallecaucanos           | Vallecaucanos           | Vallecaucanos           | Vallecaucanos           | Vallecaucanos           | Vallecaucanos           | Vallecaucanos           | Vallecaucanos           |                         |
| 16                   |                         |                         |                         |                         |                         |                         |                         |                         |                         |                         |                         |                         |                         |                         |                         |                         |                         |                         |
| 17                   | Santiago y Marisol      | Santiago y Marisol      | Santiago y Marisol      | Santiago y Marisol      | Santiago y Marisol      | Santiago y Marisol      | Santiago y Marisol      | Santiago y Marisol      | Santiago y Marisol      | Ángel                   | Ángel                   | Ángel                   | Ángel                   | Ángel                   | Ángel                   | Ángel                   | Ángel                   | Ángel                   |
| 18                   | Camila y Manu           | Camila y Manu           | Camila y Manu           | Camila y Manu           | Camila y Manu           | Camila y Manu           | Camila y Manu           | Camila y Manu           | Camila y Manu           |                         |                         |                         |                         |                         |                         |                         |                         |                         |
| Etapa 7              |                         |                         |                         |                         |                         |                         |                         |                         |                         |                         |                         |                         |                         |                         |                         |                         |                         |                         |
| Semana               |                         |                         |                         |                         |                         |                         |                         |                         |                         |                         |                         |                         |                         |                         |                         |                         |                         |                         |
| Equipos              |                         |                         |                         |                         |                         |                         |                         |                         |                         |                         |                         |                         |                         |                         |                         |                         |                         |                         |
| Fusion               |                         |                         |                         |                         |                         |                         |                         |                         |                         |                         |                         |                         |                         |                         |                         |                         |                         |                         |
| 19                   |                         |                         |                         |                         |                         |                         |                         |                         |                         |                         |                         |                         |                         |                         |                         |                         |                         |                         |
| 20                   |                         |                         |                         |                         |                         |                         |                         |                         |                         |                         |                         |                         |                         |                         |                         |                         |                         |                         |
| 21                   |                         |                         |                         |                         |                         |                         |                         |                         |                         |                         |                         |                         |                         |                         |                         |                         |                         |                         |
| 22                   | Víctor Bobadilla "Rojo" | Víctor Bobadilla "Rojo" | Víctor Bobadilla "Rojo" | Víctor Bobadilla "Rojo" | Víctor Bobadilla "Rojo" | Víctor Bobadilla "Rojo" | Víctor Bobadilla "Rojo" | Víctor Bobadilla "Rojo" | Víctor Bobadilla "Rojo" | Víctor Bobadilla "Rojo" | Víctor Bobadilla "Rojo" | Víctor Bobadilla "Rojo" | Víctor Bobadilla "Rojo" | Víctor Bobadilla "Rojo" | Víctor Bobadilla "Rojo" | Víctor Bobadilla "Rojo" | Víctor Bobadilla "Rojo" | Víctor Bobadilla "Rojo" |

Leyenda
     Es eximido para igualar el número de participantes en un equipo.
     No es seleccionado para representar al equipo en la prueba.
     No compite por accidente o enfermedad.
     No compite por sacar la tarjeta con una calavera en la distribución de parejas.
     No compite por romper las reglas del juego.
Notas
1. ↑  Diego debió ser reemplazado por Macris durante la prueba debido a una lesión que tuvo.

## Audiencia
| Registro del Índice de audiencia | Registro del Índice de audiencia | Registro del Índice de audiencia | Registro del Índice de audiencia |
| Fecha                            | Descripción                      | Índice de audiencia Personas     | Posición                         |
| -------------------------------- | -------------------------------- | -------------------------------- | -------------------------------- |
| 21/5/2018                        | Desafío Territorial y Regional   | 13.8                             | Segundo                          |
| 14/9/2018                        | Gran Final                       | 12.9                             | Segundo                          |

Véase también
- Desafío
- Producciones de Caracol Televisión
- Telenovelas y series de Caracol Televisión